# Église Saint-Martin de Béthisy-Saint-Martin
Pour les articles homonymes, voir Église Saint-Martin.
L'église Saint-Martin est une église catholique paroissiale située à Béthisy-Saint-Martin, en France. Son origine est ancienne, et sa première mention remonte au début du IXe siècle, mais rien de la première église ne subsiste. Elle a été remplacée au second quart du XIIe siècle par un édifice de style roman, dont restent l'élégant clocher à la flèche en pierre, la nef très simple, et le portail occidental en arc brisé. La base du clocher possède l'une des premières voûtes d'ogives de la région. Une seconde voûte d'ogives est construite vers 1150 au-dessus de la première travée du chœur, alors que le voûtement du bas-côté sud est resté inachevé. À la fin du XIIIe siècle, le chœur est agrandi : l'abside romane est remplacée par une travée gothique au chevet plat, dédoublée par une chapelle latérale au sud. Quelque temps après, déjà au XIVe siècle, le bas-côté nord est reconstruit, mais la guerre de Cent Ans entraîne une interruption du chantier, de sorte que le voûtement n'est entrepris qu'au dernier tiers du XVe siècle, dans le style gothique flamboyant. Puis une chapelle latérale nord du chœur est bâtie dans le prolongement du bas-côté. Grâce à la reprise en sous-œuvre des arcades au nord du vaisseau central du chœur, un petit chœur-halle est créé, dont quatre voûtes de trois époques différentes retombent au centre sur pilier cylindrique isolé. Ainsi s'achève la construction de l'église Saint-Martin, qui présente depuis un plan rectangulaire, avec trois vaisseaux dont le dernier tiers correspond au chœur, à la base du clocher et aux chapelles latérales. Plusieurs campagnes de restauration ont lieu au XIXe siècle, et l'église est aujourd'hui en bon état. Elle est classée aux monuments historiques depuis 1931. Elle fait partie de la Paroisse de la Vallée de l'Automne et la Messe dominicale anticipée y est célébrée cinq fois par an.

## Localisation
L'église est située en France, en région Hauts-de-France et dans le département de l'Oise, dans le Valois et la vallée de l'Automne, sur la commune de Béthisy-Saint-Martin, rue de l'Église. La façade occidentale est alignée sur la rue, et il n'y a pas de parvis devant l'église. Un parking public se situe néanmoins au nord du bas-côté nord de l'église. Le bas-côté sud est également visible depuis la rue, mais il donne sur le jardin de l'ancien presbytère, qui est aujourd'hui une habitation particulière. Le presbytère lui-même a été bâti perpendiculairement à l'église. On peut contourner la maison et son jardin grâce à la ruelle desservant le cimetière. C'est depuis le cimetière que l'on bénéficie d'une vue sur le clocher et le flanc sud du chœur. Le chevet et le flanc nord du chœur ne s'ouvrent à la vue que depuis la pente boisée en face, accessible par un long détour seulement. Ils sont enclavés dans un terrain privé. Ainsi, les parties les plus intéressantes de l'église sont accessibles au visiteur, mais la position de l'église et la configuration parcellaire la mettent peu en valeur, et aucun endroit n'offre une vue d'ensemble.

## Historique
Béthisy-Saint-Martin et Béthisy-Saint-Pierre forment au Moyen Âge une communauté unique appelée simplement Béthisy, avec les deux paroisses de Saint-Martin et de Saint-Pierre. Même si Saint-Pierre dépasse en importance Saint-Martin, l'on suppose que le noyau historique de Béthisy se situe du côté de Saint-Martin, placé sur le trajet d'une voie romaine. Saint-Pierre n'est au départ qu'une ferme du fisc dans le domaine royal, que Charles le Chauve donne à l'abbaye Notre-Dame de Morienval en 907, au moins en partie. Le même roi donne les deux églises à l'abbaye bénédictine Saint-Crépin-le-Grand de Soissons. Ceci ne prouve pas que les deux paroisses existent déjà ; il n'y a peut-être qu'une au moment de la donation, car l'érection d'une chapelle en paroisse coïncide souvent avec ces donations. En 1026, la reine Constance d'Arles usurpe une partie des terres que possède l'abbaye Saint-Crespin à Béthisy, et y fait construire un château pour son fils Robert Ier de Bourgogne. Ce château devient vers 1040 le siège de la juridiction auparavant sise à Verberie, et Béthisy-Saint-Pierre devient le siège de la châtellenie de Béthisy-Verberie. L'église Saint-Martin est elle aussi usurpée, et ceci dès la fin du Xe siècle. Sous l'influence de l'évêque Lisiard de Crépy, elle est restituée au début du XIIe siècle. Il paraît qu'un prieuré est associé à l'église, car la fonction de curé revient à l'un des moines de l'abbaye Saint-Crépin-le-Grand, qui par ailleurs touche aussi la dîme. On trouve une situation analogue à Béthisy-Saint-Pierre.

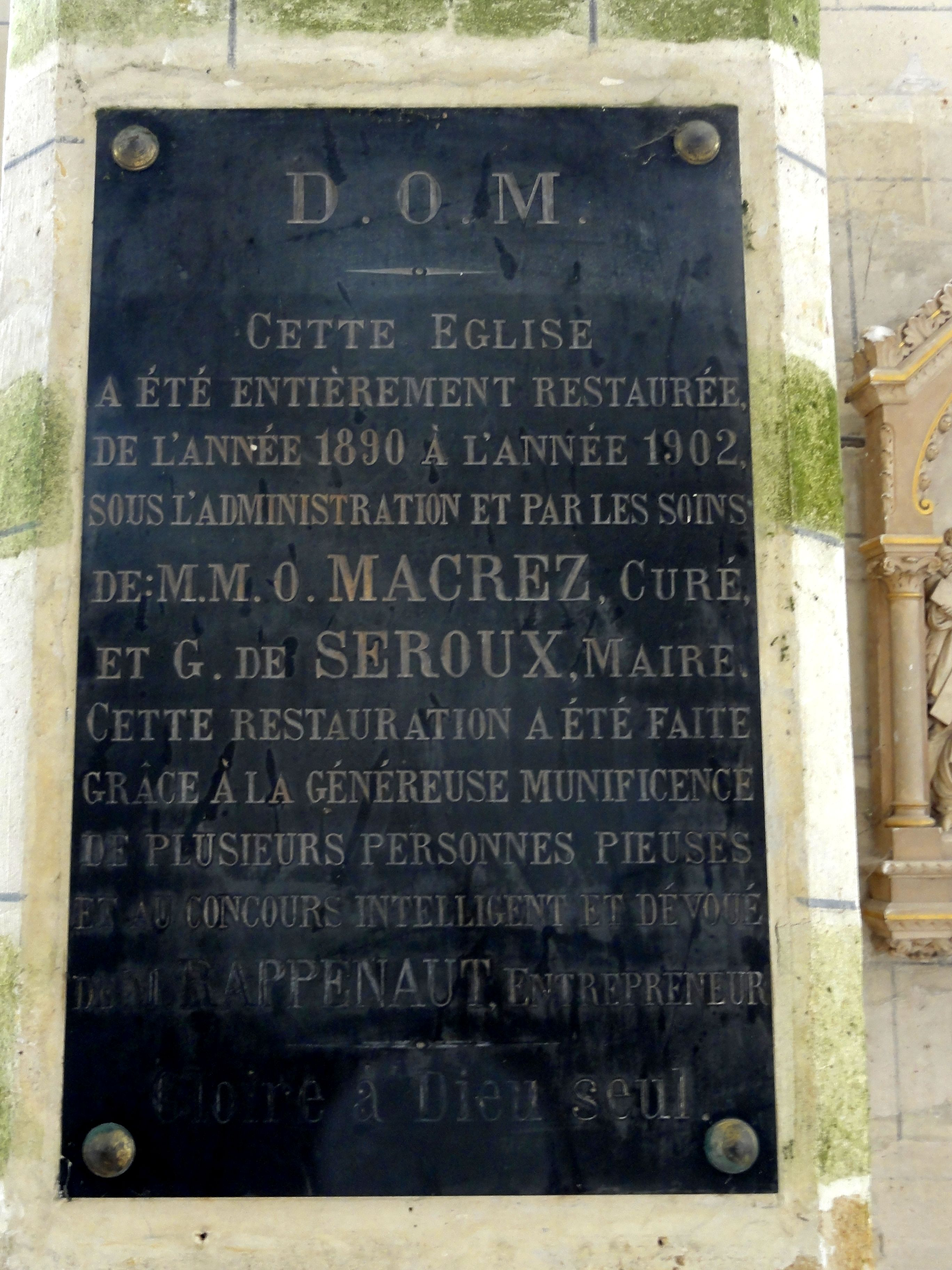
Plaque commémorative pour la restauration de 1890 à 1902.

La construction de l'église actuelle a dû commencer par l'abside romane, qui a été remplacée par la deuxième travée du chœur actuel à la fin du XIIIe siècle. Le clocher a été bâti vers 1130-1135, en même temps que la nef et ses bas-côtés. La nef est calquée sur celle de Béthisy-Saint-Pierre, mais les fenêtres ont été bouchées à l'époque moderne, le prolongement vers l'ouest que l'on rencontre à Béthisy-Saint-Pierre n'a pas eu lieu, et la fausse voûte en berceau de bois plâtré est restée en place, si bien que les similitudes ne sont plus apparentes à la première vue. Dès 1150, un premier remaniement intervient dans les parties orientales : la voûte en berceau de la première travée du chœur est remplacée par une voûte d'ogives. Vers la fin du XIIIe siècle, le chœur est agrandi : l'abside romane est remplacée par une travée gothique, et un collatéral est bâti au sud, dans le prolongement de la base du clocher (qui se trouve quant à elle dans l'axe du bas-côté sud de la nef). Probablement, un second collatéral est construit au nord du chœur, ou le collatéral roman d'une seule travée est prolongée par une travée gothique, mais puisque cette partie de l'église a été refaite ultérieurement, on ne peut pas l'affirmer avec certitude. Au cours du XIVe siècle, c'est le bas-côté nord de la nef qui fait l'objet d'une reconstruction, comme l'indique le remplage des fenêtres. Sans doute en raison de la guerre de Cent Ans, le voûtement d'ogives doit attendre jusqu'au dernier tiers du XVe siècle. Il est effectué dans le style gothique flamboyant. C'est à la même époque que se construisent les deux travées du collatéral nord du chœur, dans le même style. À la fin du Moyen Âge, l'église Saint-Martin trouve ainsi sa configuration actuelle. Des réparations ont lieu au XIXe siècle. Le bas-côté sud de la nef est refait en 1811, et ses fenêtres sont repercées. Deux plaques commémoratives rappellent d'autres campagnes de restauration : la première en 1845 sous le curé Baudoin et le maire Edmond de Seroux, et la seconde entre 1890 et 1902 sous le curé O. Macrez et le maire G. de Seroux.

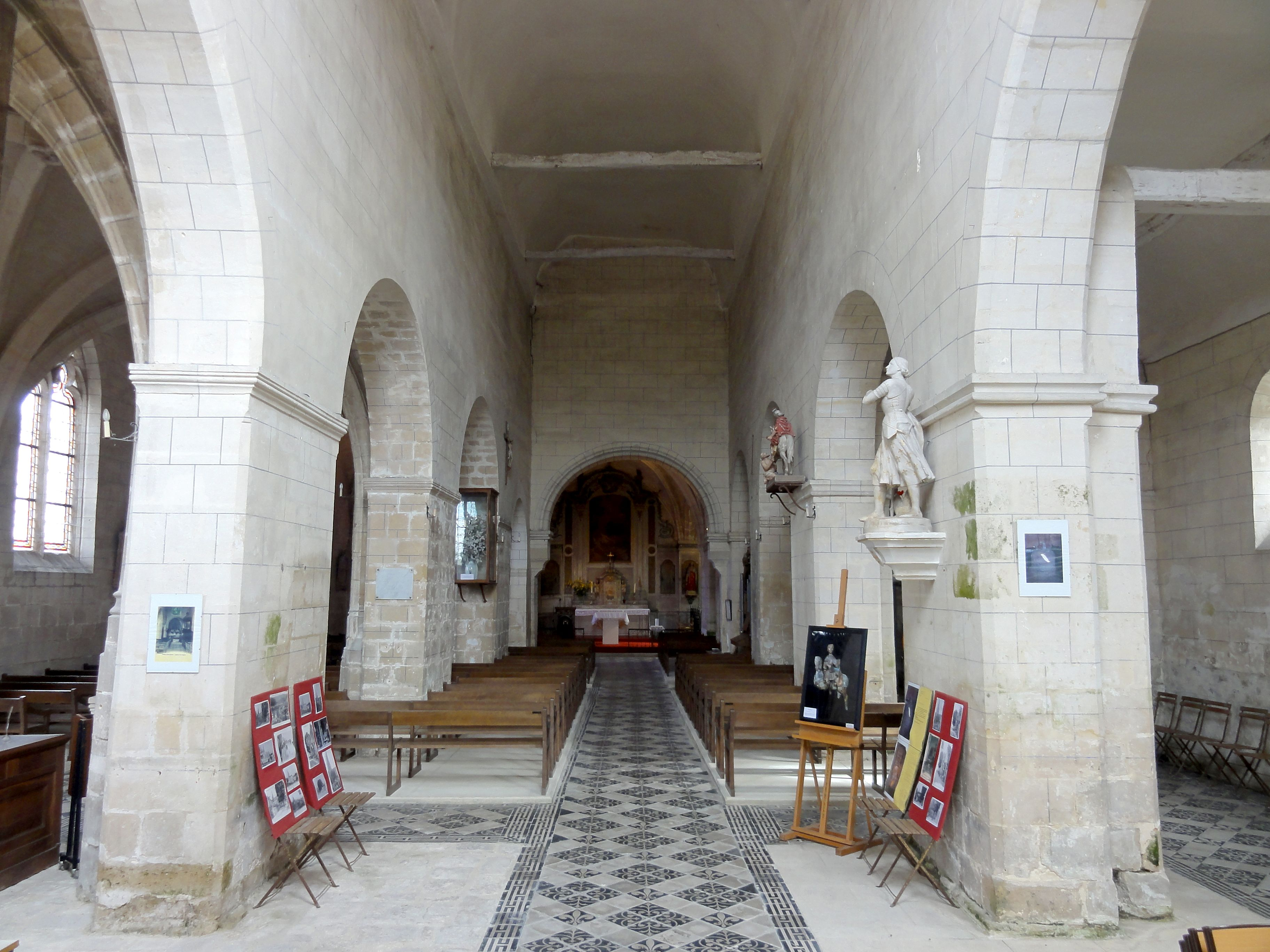
Vue générale intérieure.

Sous tout l'Ancien Régime, Béthisy-Saint-Martin est le siège d'un doyenné en alternance avec Verberie. Ce doyenné est une subdivision de l'archidiaconé de la Rivière du diocèse de Soissons. La Révolution française met un terme à la carte administrative ecclésiastique traditionnelle, et le département de l'Oise est provisoirement rattaché au diocèse d'Amiens avec le concordat de 1801. Depuis le rétablissement du diocèse de Beauvais en 1822 correspondant désormais aux limites du département, la paroisse de Béthisy-Saint-Martin en fait partie : le diocèse de Soissons n'est pas rétabli. L'église est classée monument historique par arrêté du 24 septembre 1931. Quelques années après la Seconde Guerre mondiale, la paroisse perd son indépendance et est rattachée à celle de Béthisy-Saint-Pierre, qui absorbe aussi la paroisse d'Orrouy à la même période. En 1990, le dernier curé de Saintines est muté vers un autre village et quatre autres villages rejoignent la paroisse de Béthisy : Saintines, Gilocourt, Néry et Saint-Sauveur. Cette configuration permet encore la célébration de messes dominicales au moins deux fois par mois. Les habitants lancent une souscription afin de financer l'acquisition d'un orgue. La paroisse de Béthisy perd son indépendance en 1996, quand les quarante-cinq paroisses actuelles sont définies. Le dernier curé de Béthisy-Saint-Pierre est le père Jacques Monfort. Depuis lors, Béthisy-Saint-Pierre fait partie de la paroisse de Verberie, dont le vaste territoire n'est desservi que par un unique prêtre, le curé de Verberie. Les célébrations eucharistiques se raréfient et se limitent à trois ou quatre messes dominicales anticipées par an, sans compter les baptêmes, mariages et enterrements.

## Description

Plan de l'église.

### Aperçu général
Régulièrement orientée, avec toutefois une légère dérivation de l'axe vers le sud-ouest du côté de la façade occidentale, l'église forme un rectangle de 32 m de long pour 15 m de large. Elle suit un plan qui n'est pas entièrement symétrique, basé sur trois vaisseaux parallèles. Cette réalité est reflétée par le mur du chevet, qui présente un alignement de trois pignons successifs, tandis que la façade ne compte que deux pignons, car le bas-côté sud de la nef est recouvert par un toit en appentis s'appuyant contre le toit de la nef. Celle-ci se compose de quatre travées accompagnées de deux bas-côtés de longueur identique, et le chœur établi dans le prolongement direct de la nef comporte deux travées supplémentaires, également flanquées de bas-côtés. Il n'y a donc pas de transept. La largeur des trois vaisseaux ne varie pas sur toute leur longueur, mais les travées du chœur sont plus profondes que larges, et l'architecture de la nef et du chœur se distingue sensiblement. De plus, la présence du clocher au-dessus de la première travée du collatéral sud dud chœur apporte une irrégularité, et la travée est précédée par une courte section voûtée en berceau, alors que la base du clocher proprement dite est voûtée d'ogives. Sinon le chœur, ses collatéraux et le bas-côté nord de la nef sont également voûtés sur croisée d'ogives, alors que la nef et son bas-côté sud sont simplement plafonnés. L'on accède à l'église par le portail occidental de la nef, ou par le portail latéral de la seconde travée du bas-côté nord.

### Intérieur

#### Nef et bas-côtés

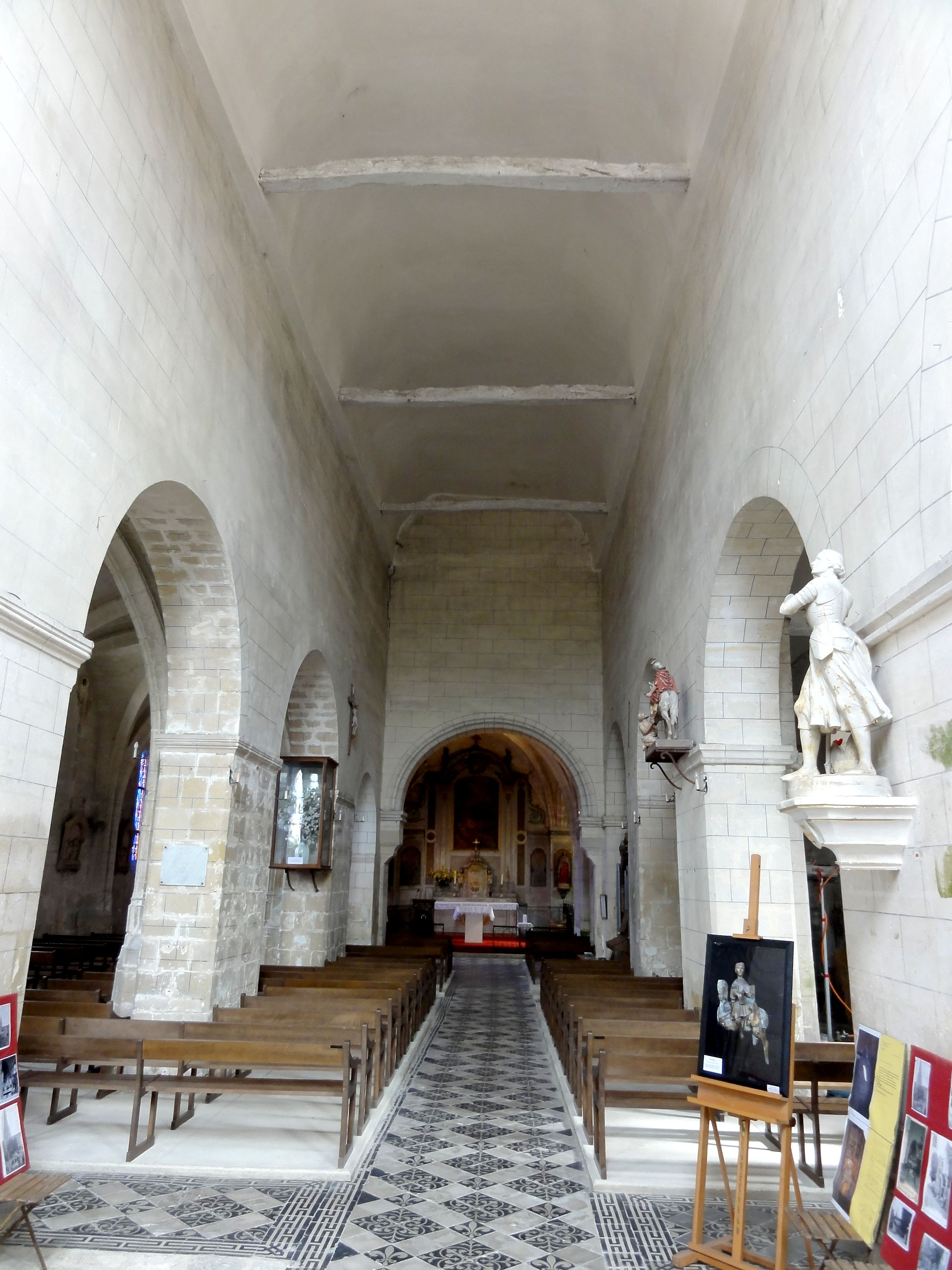
Nef, vue vers l'est.

La nef est d'une grande simplicité et ne reçoit le jour que par une unique grande fenêtre en tiers-point, percée en haut du mur occidental. Elle comporte quatre travées, qui sont définies par les quatre grandes arcades de chaque côté, assurant la communication avec les bas-côtés. La première grande arcade au nord et au sud sont les seules qui sont en tiers-point, ce qui s'explique par un remaniement au XVe siècle. Les autres grandes arcades sont donc en plein cintre. La dernière au nord est moins haute que les autres, et l'on suppose qu'elle a été reprise en sous-œuvre à l'époque moderne. Elle a les arêtes abattues, alors que les autres grandes arcades ne sont ni moulurées, ni même chanfreinées. Il n'y a pas non plus de chapiteaux, mais seulement des tailloirs moulurés qui vont tout autour des piliers carrés. Ils sont ornés d'un listel, d'un cavet et d'une baguette. Sinon, seul l'arc triomphal ouvrant dans le sanctuaire et ses tailloirs sont moulurés. Il est en plein cintre, et n'a donc pas été repris quand la première travée du chœur fut revoûtée vers 1150. Les murs latéraux au-dessus des grandes arcades sont aujourd'hui parfaitement nus, et comme l'ensemble de l'intérieur de l'église, recouverts d'un enduit peint en faux appareil. Des fenêtres hautes existaient jadis dans l'axe des piliers, comme dans un certain nombre d'églises des environs, dont Béthancourt-en-Valois, Champlieu, commune d'Orrouy, Glaignes, Orrouy et Pontpoint. À Béthisy-Saint-Pierre, ce devait également être le cas, mais la forte restauration du XIXe siècle ne permet plus de le prouver. D'habitude, cette disposition des fenêtres est destinée à ménager la hauteur de la nef, car le mur est plus haut au-dessus des piliers qu'au-dessus du sommet des grandes arcades. À Béthisy-Saint-Pierre, les murs gouttereaux sont pourtant suffisamment élevés pour permettre des fenêtres au-dessus des arcades. Au nord, la reconstruction du bas-côté a entraîné l'obturation des fenêtres, car la hauteur sous les voûtes y dépasse
nettement le niveau des grandes arcades. Au sud, c'est la construction du toit en appentis du bas-côté qui a conduit au bouchage des fenêtres.
Ni le bas-côté nord, ni le bas-côté sud subsistent dans leur état d'origine. Mais hormis les fenêtres et sans doute le plafond plat, le bas-côté sud se présente dans son état du milieu du XIIe siècle. Il n'a pas été achevé : Des pilastre adossés aux piliers de la nef et aux murs extérieurs montrent que l'on avait eu l'intention de construire des arcs doubleaux isolés, comme à Trucy (Aisne). Ces doubleaux comportent une partie droite au-dessus des tailloirs, qui sont analogues aux tailloirs des piliers de la nef, et devaient donc adopter un tracé surhaussé, contrairement à Béthisy-Saint-Pierre, où ils sont surbaissés. À titre provisoire, les pilastres ont été utilisés pour supporter les fermes de la charpente ; état qui perdure encore. En plus, l'on avait commencé à préparer le bas-côté sud pour un voûtement d'ogives. Comme à Béthisy-Saint-Pierre, des culots carrés d'une facture très simples ont été montés dans les angles de certaines travées, et les voûtes devaient sans doute adopter le même profil monotorique qu'à Béthisy-Saint-Pierre. Une voûte semblable avait déjà été construite sous le clocher, vers 1130. — Quant au bas-côté nord, il a été entièrement rebâti au XIVe siècle, comme l'indique le réseau des fenêtres, qui sont à deux lancettes trilobées surmontées d'un quatre-feuilles, avec des meneaux dépourvus de chapiteaux. La fenêtre occidentale est dépourvue de remplage, mais elle a pu le perdre au fil du temps, à l'instar des fenêtres occidentales de la nef et du bas-côté sud, qui sont dans le même cas. Le voûtement du bas-côté sud n'a suivi que beaucoup plus tard, au dernier tiers du XVe siècle, après la fin de la guerre de Cent Ans. Le profil prismatique des ogives et doubleaux présentent les caractéristiques de cette époque, et l'absence de formerets indique que le voûtement est intervenu après coup. L'on note que les supports engagés dans les piliers de la nef et dans le mur extérieur sont formés par la fusion des nervures des voûtes : ce ne sont plus des faisceaux de colonnettes, mais pas encore des piliers ondulés.

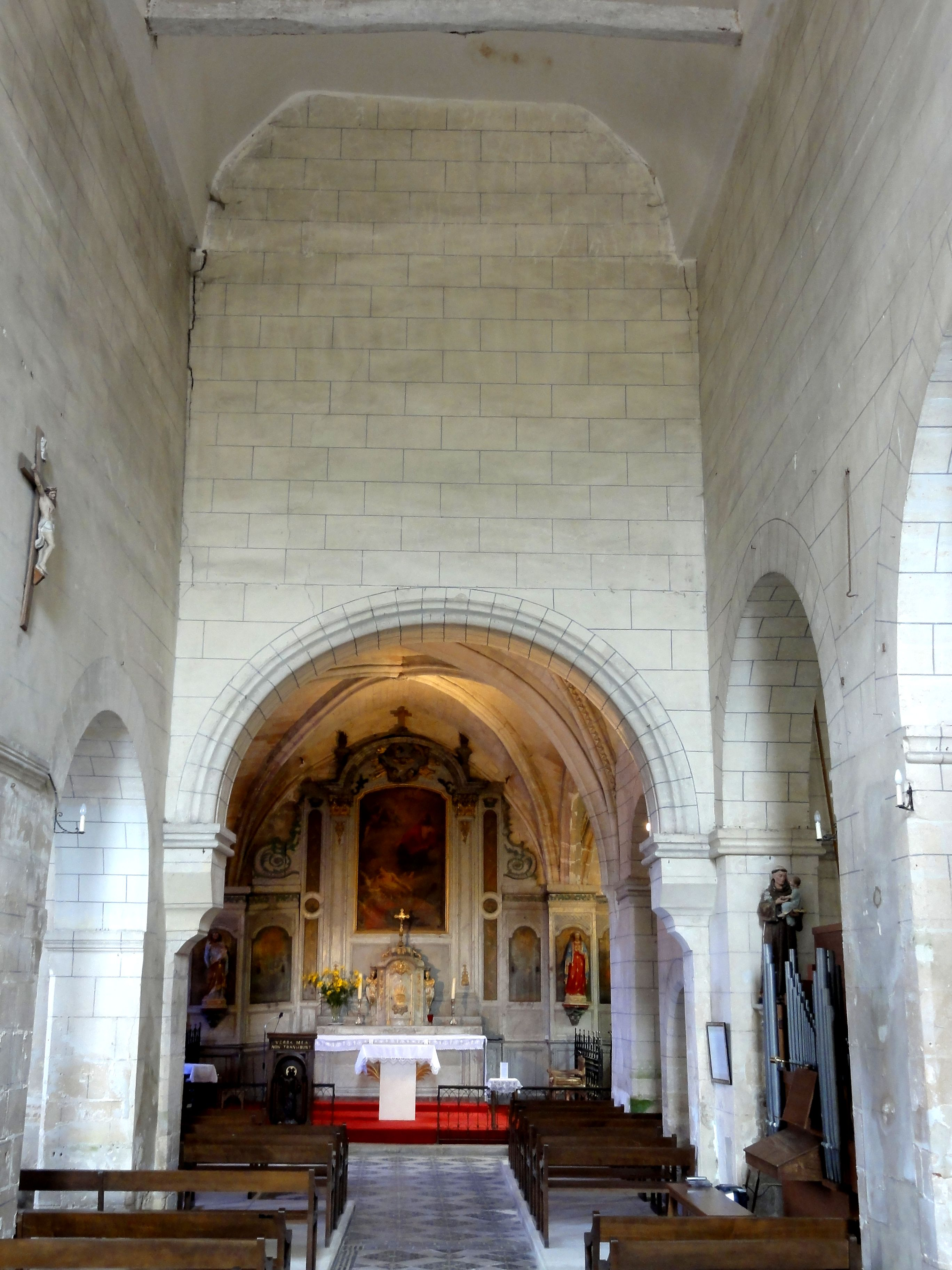
Nef, arc triomphal.
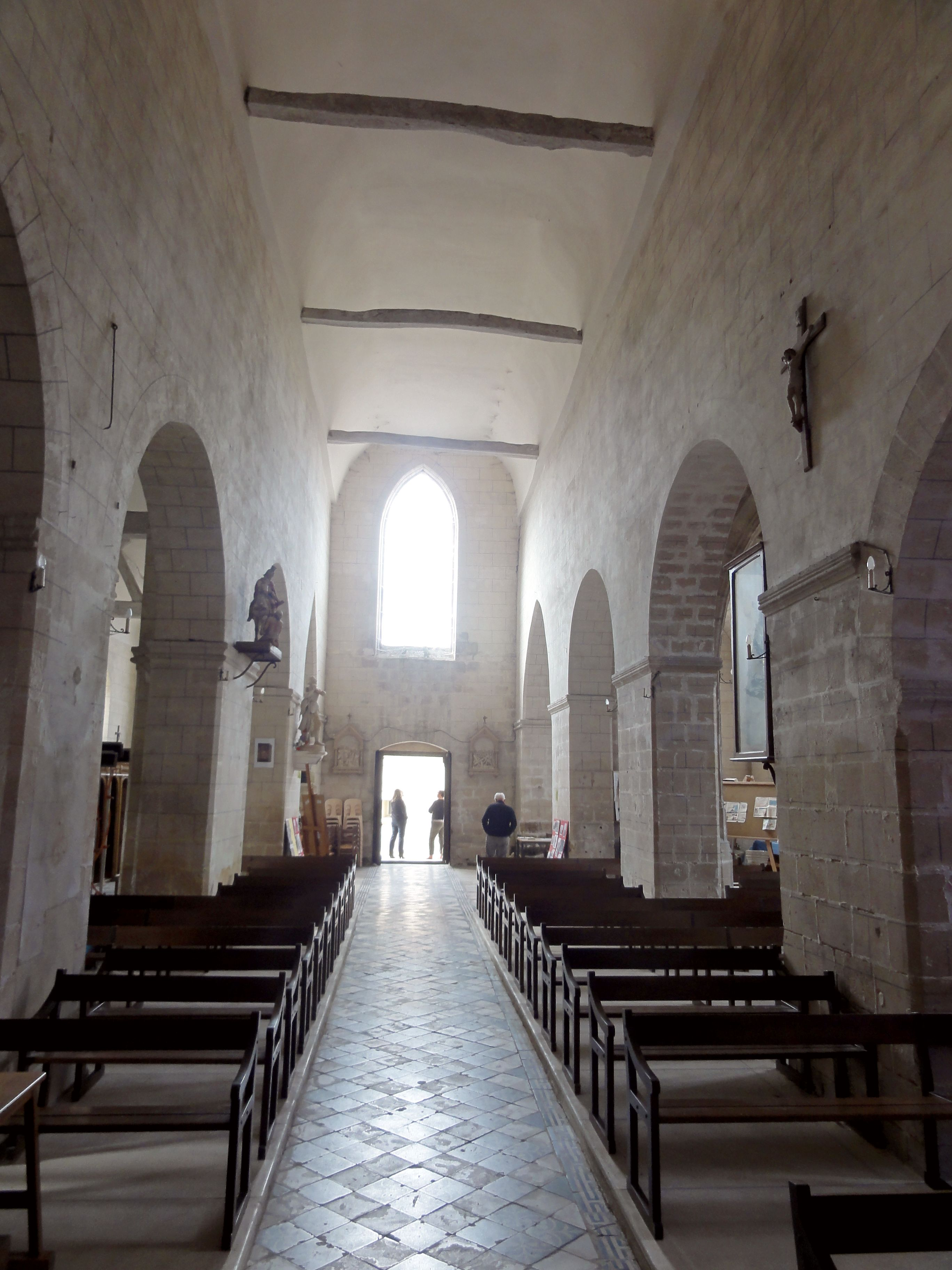
Nef, vue vers l'ouest.
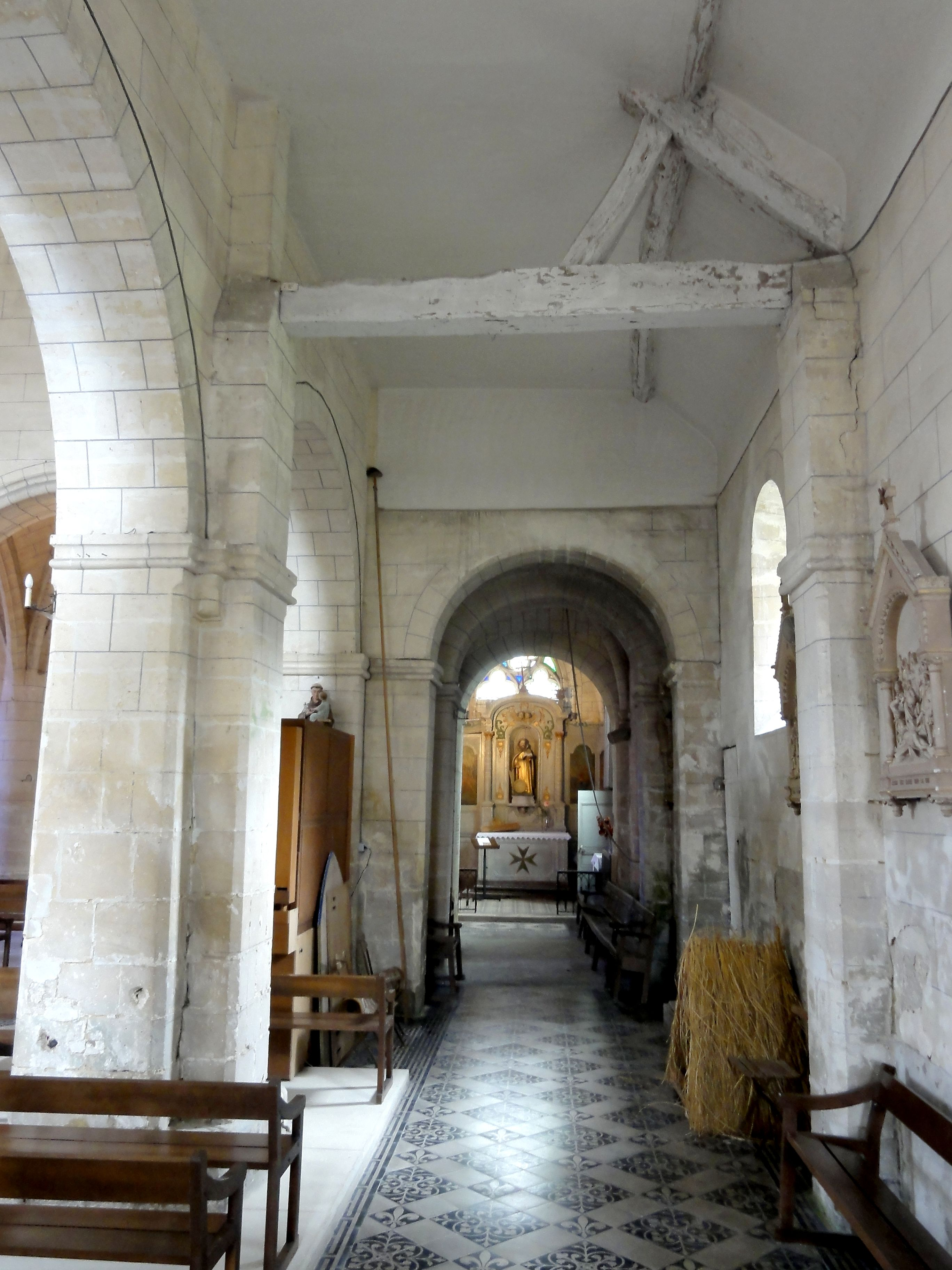
Bas-côté sud, vue vers l'est.
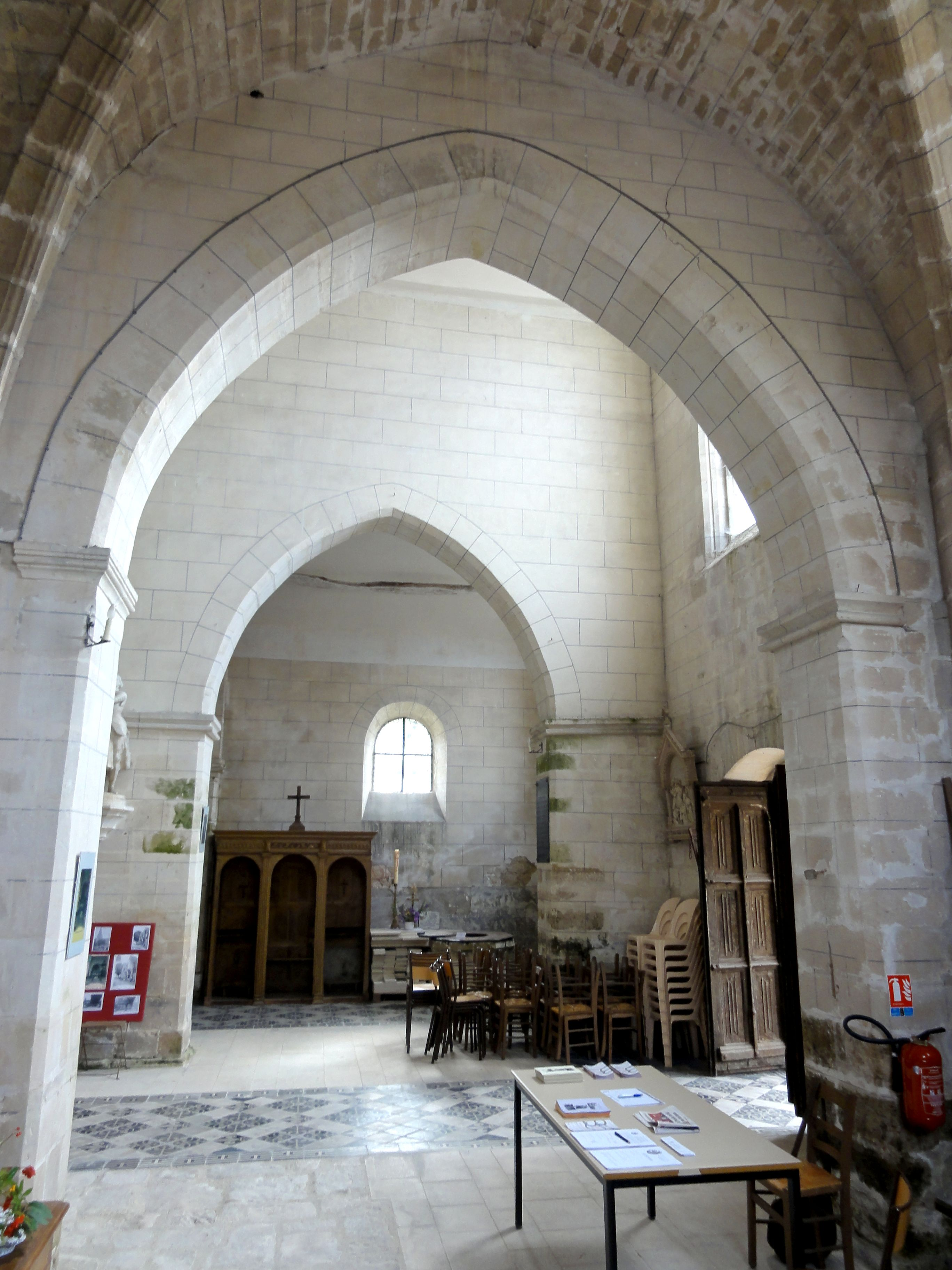
1re travée, vue sud-nord.
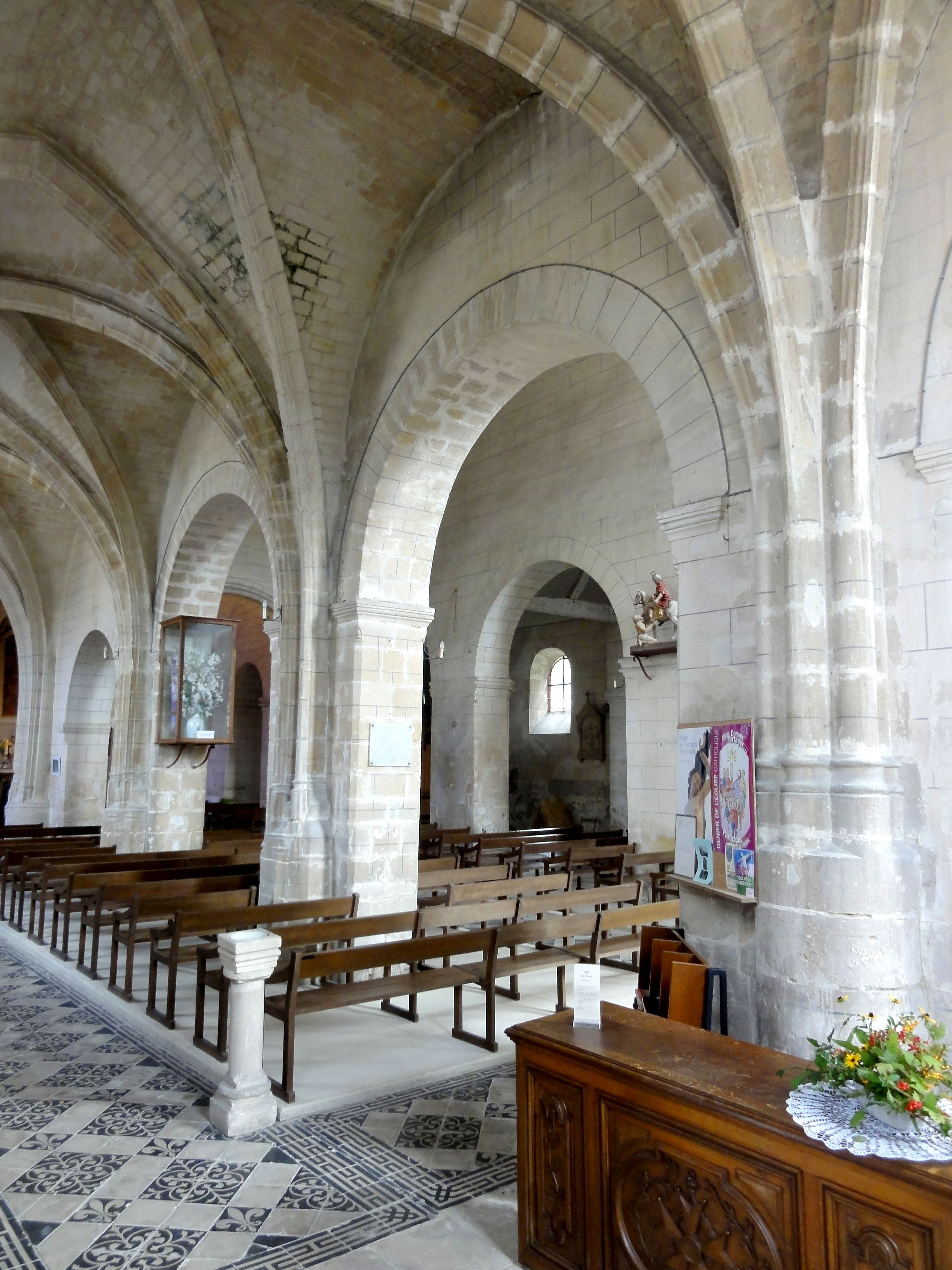
Grandes arcades du nord.
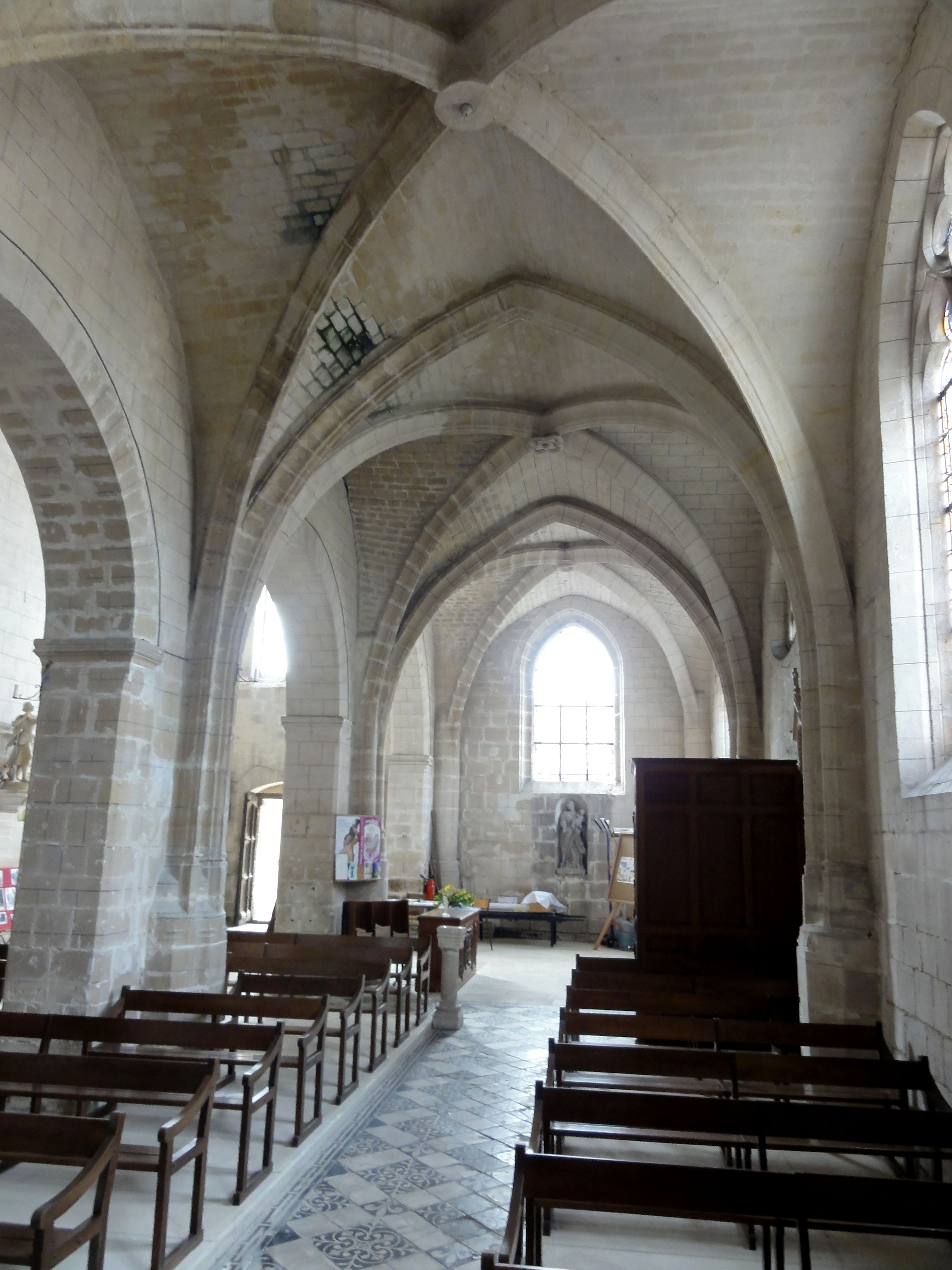
Bas-côté nord.

#### Base du clocher

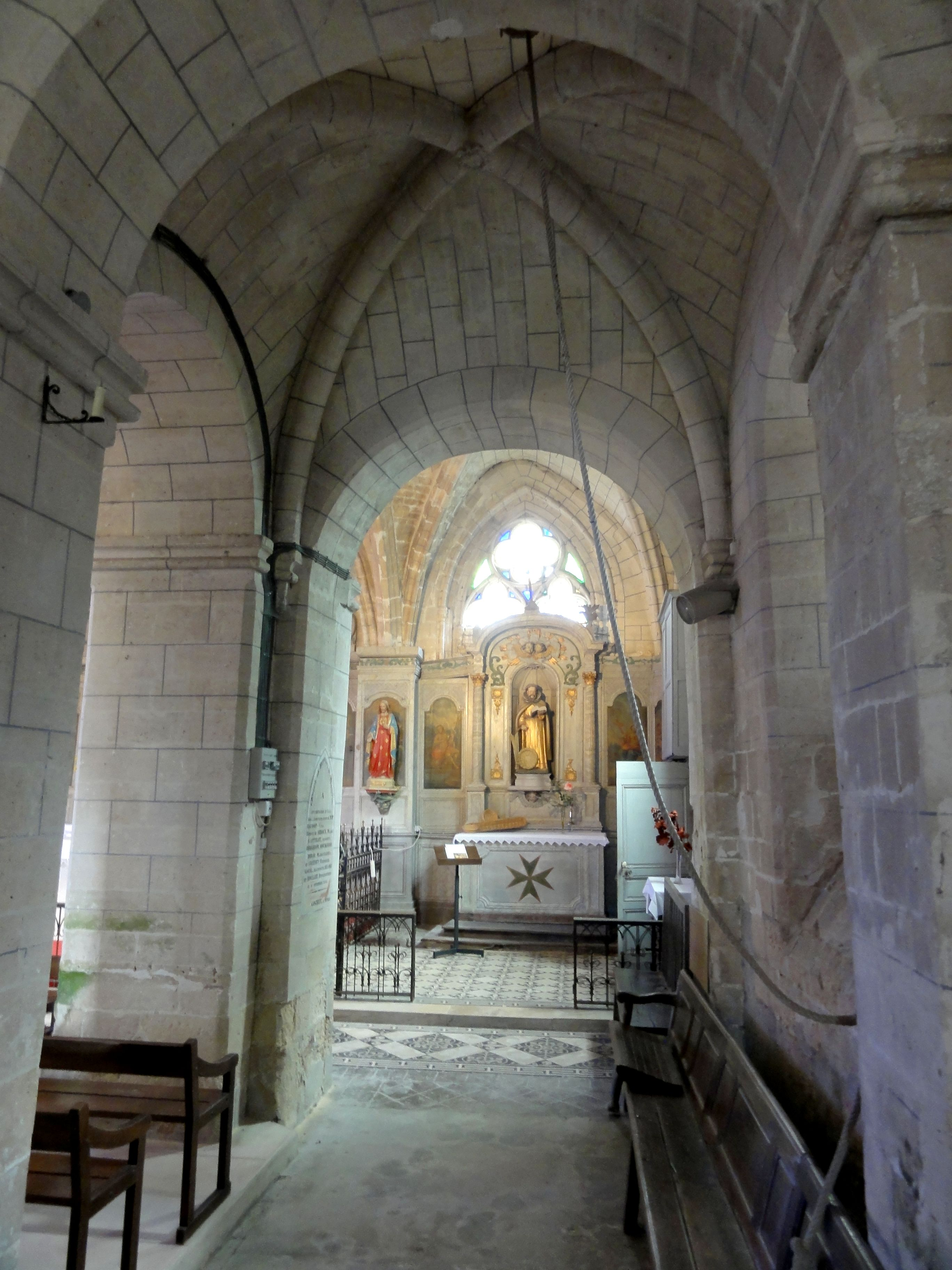
Base du clocher, vue vers l'est.

Comme à Fontenay-en-Parisis, Nesles-la-Vallée et Villers-Saint-Frambourg, le clocher se situe au sud de la première travée du chœur primitif. À Bonneuil-en-Valois, c'est au nord de la première travée du chœur. Pourtant, la règle dans la région est le clocher central s'élevant au-dessus de la croisée du transept ou de la première travée du chœur. D'autres exceptions sont constituées par les rares églises dont le chœur est flanqué de deux clochers, ou devait l'être : Deuil-la-Barre, Morienval, Rhuis, Saint-Germain-des-Prés et Saint-Leu-d'Esserent. À Béthisy-Saint-Martin, la base du clocher ne peut pas être considérée comme croisillon sud d'un transept, car l'arcade la faisant communiquer avec la première travée du chœur est étroite, et la base du clocher elle-même n'est pas plus large que le bas-côté, ni plus élevée. En plus, elle est subdivisée en une courte travée voûtée en berceau, à l'ouest, et une travée carrée, à l'est. C'est cette travée qui communique avec le chœur. L'étroite arcade en plein cintre possède des tailloirs analogues à ceux des piliers de la nef, et ils se continuent sur le mur nord du clocher, côté chœur, où un arc de décharge très bas se situe au droit de la travée voûtée en berceau. Les piliers des doubleaux délimitant cette travée ont des tailloirs identiques, et l'on peut en déduire que la nef fut construite immédiatement après l'achèvement du clocher et des parties orientales. Le tailloir manque au sud du doubleau reliant la base du clocher à la chapelle latérale sud du chœur. Une étroite fenêtre en plein cintre éclaire fortement ébrasée éclaire chichement la travée voûtée d'ogives. Sa voûte est considérée comme l'une des plus anciennes du département, où une quarantaine d'églises possédant des voûtes d'ogives remontant à la fin de la période romane (env. 1120-1150) ont été recensées. La voûte est bombée, avec donc une clé de voûte située au-dessus des sommets des arcs encadrants, et dépourvue de formerets. Les ogives monotoriques sont reçues par des culots carrés, qui ont le même tailloir que les piliers, et dont deux sont sculptés en têtes grimaçantes. L'on trouve le même type de voûte dans les bas-côtés de Béthisy-Saint-Pierre. Ce sont, avec les voûtes des bases des clochers d'Acy-en-Multien et Boissy-Fresnoy, les seuls exemples de voûtes d'ogives associées à des doubleaux en plein cintre dans le département. Des voûtes bombées se trouvent aussi dans la nef et les bas-côtés de Cauffry, de Bury, de Fitz-James, de Foulangues, de Marolles, de Mogneville, de Rocquemont, et dans le massif occidental de Saint-Leu-d'Esserent,.

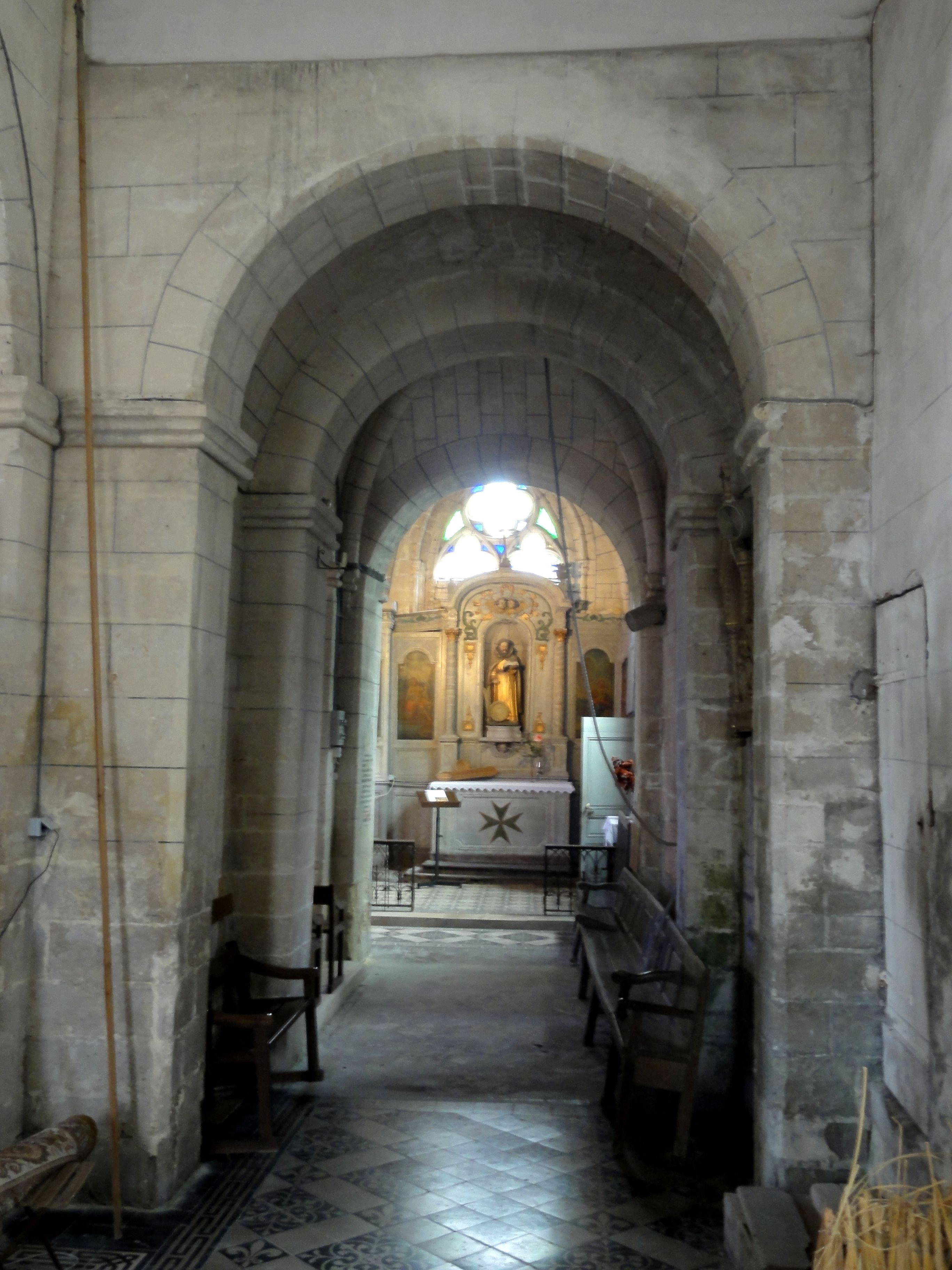
Vue depuis le bas-côté.
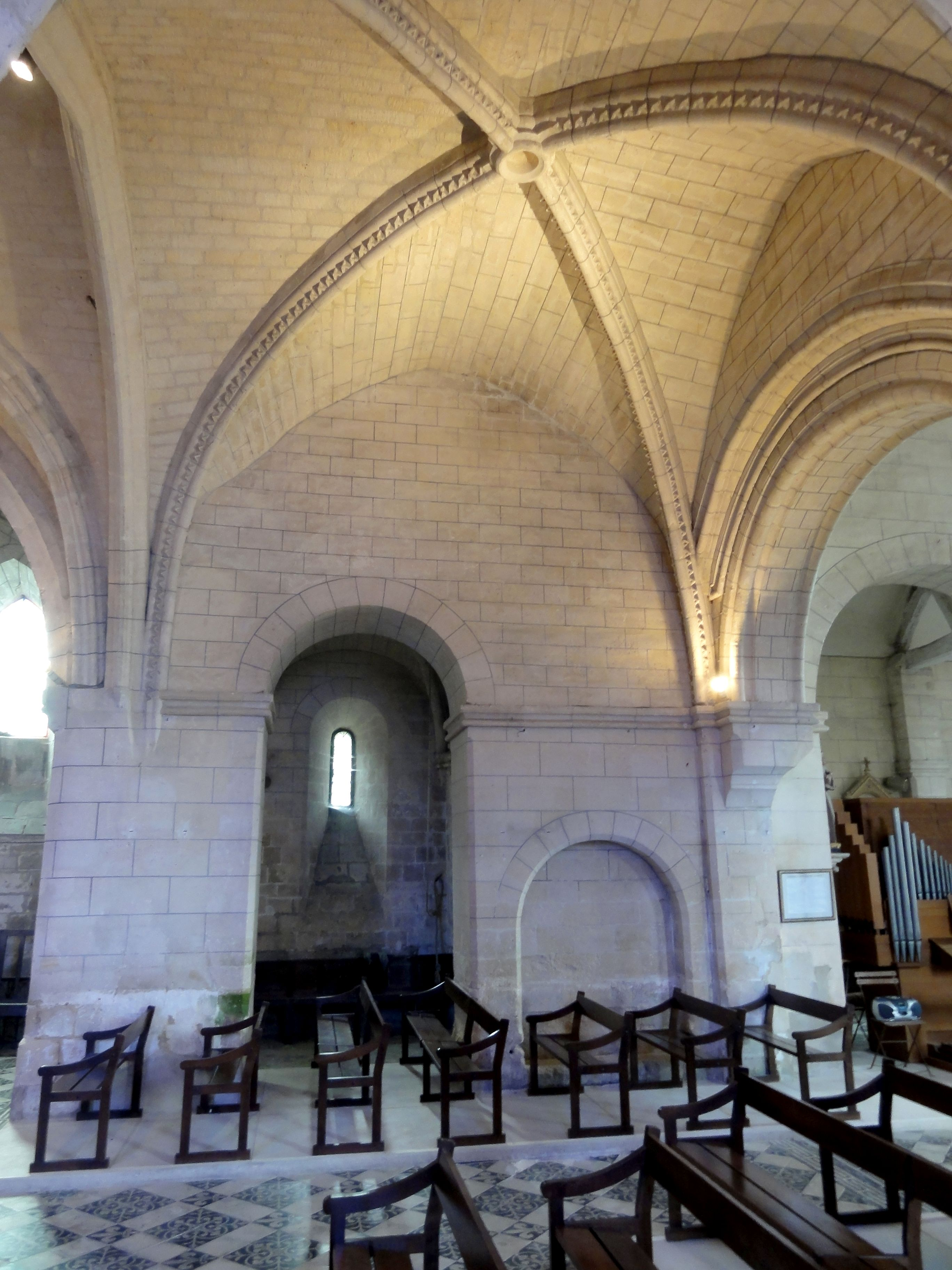
Vue depuis le chœur.
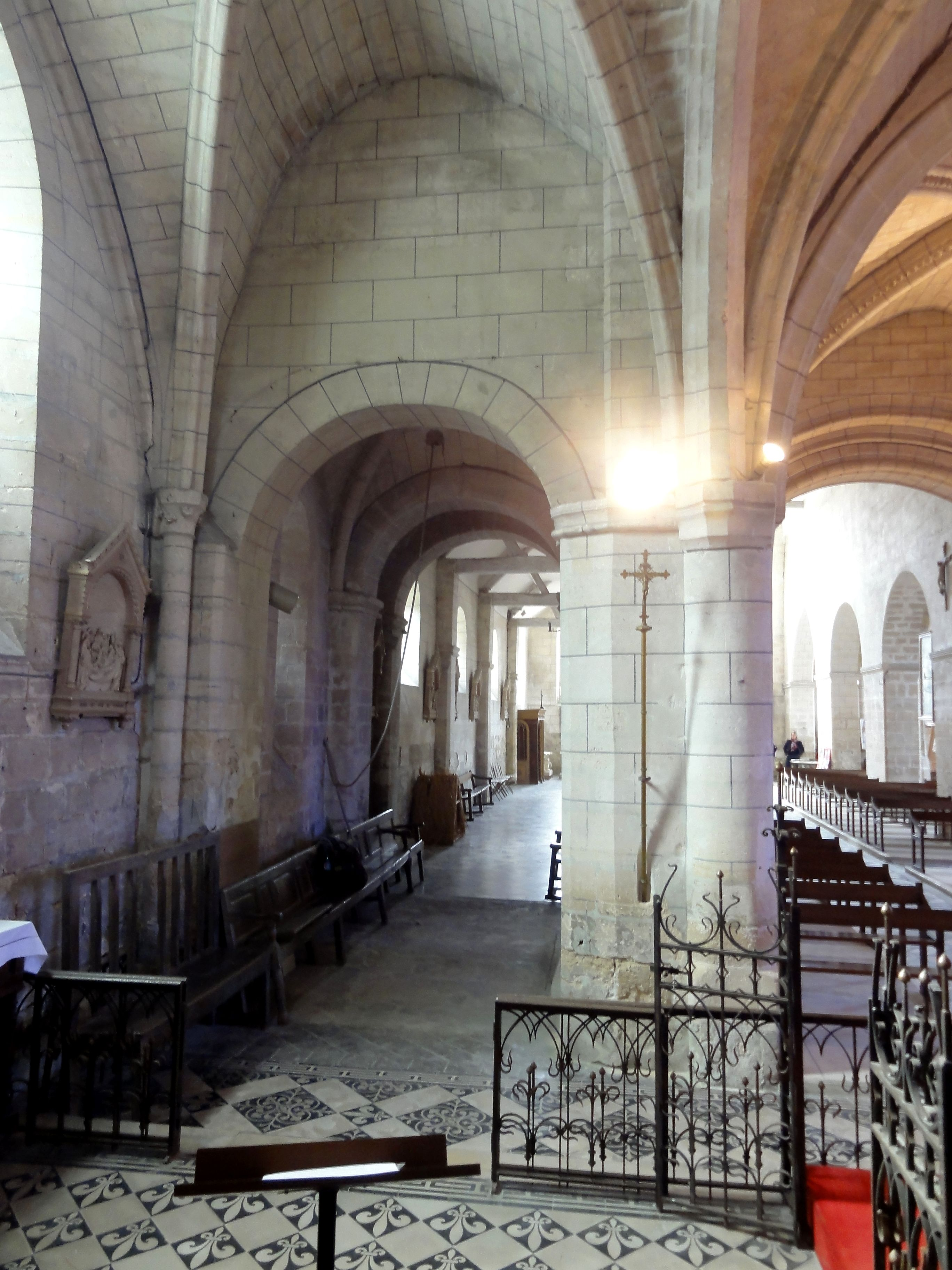
Vue depuis le chevet.
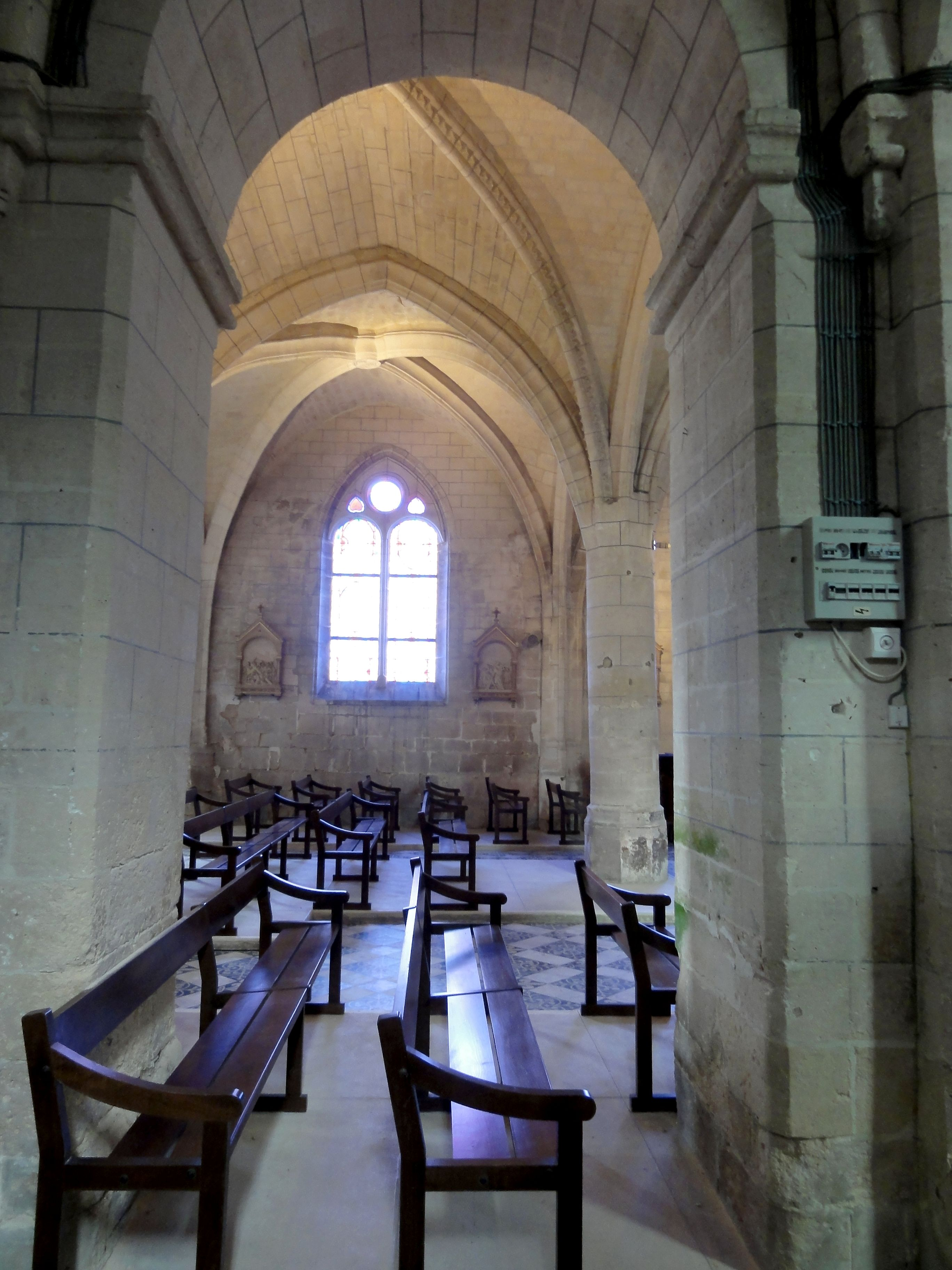
Vue dans le chœur.
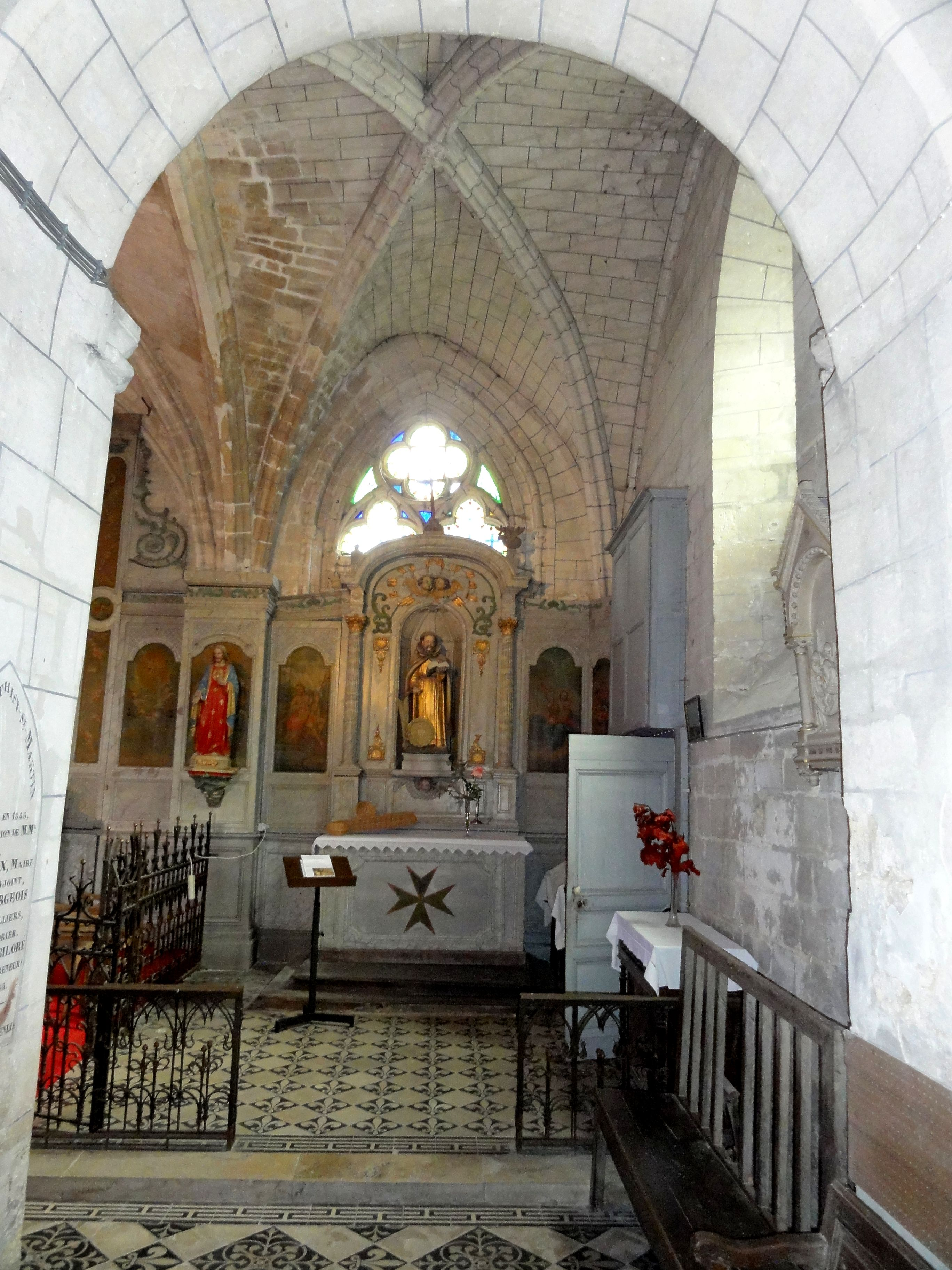
Vue vers le chevet.
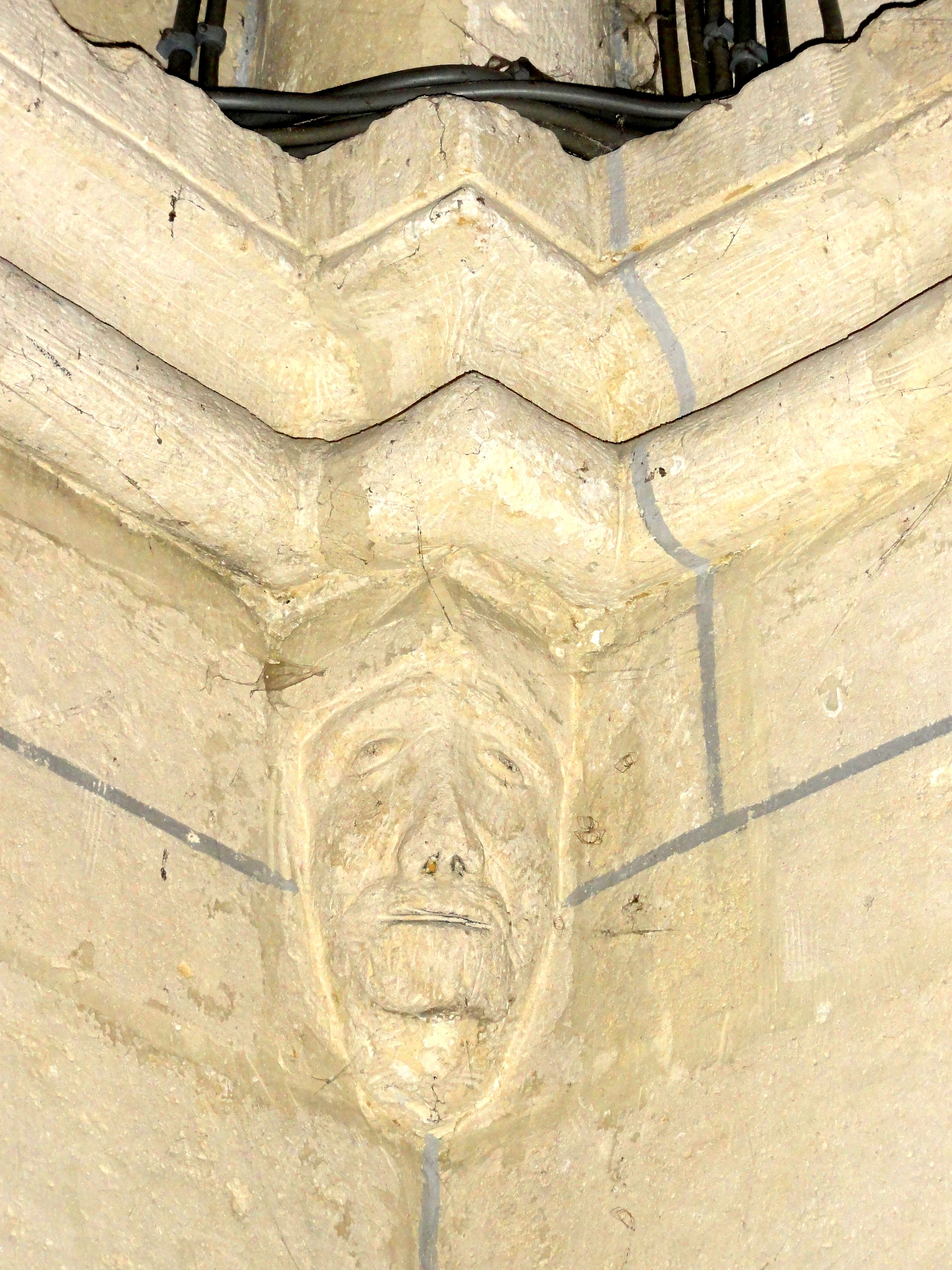
Tête grimaçante.

#### Chœur et chapelles latérales

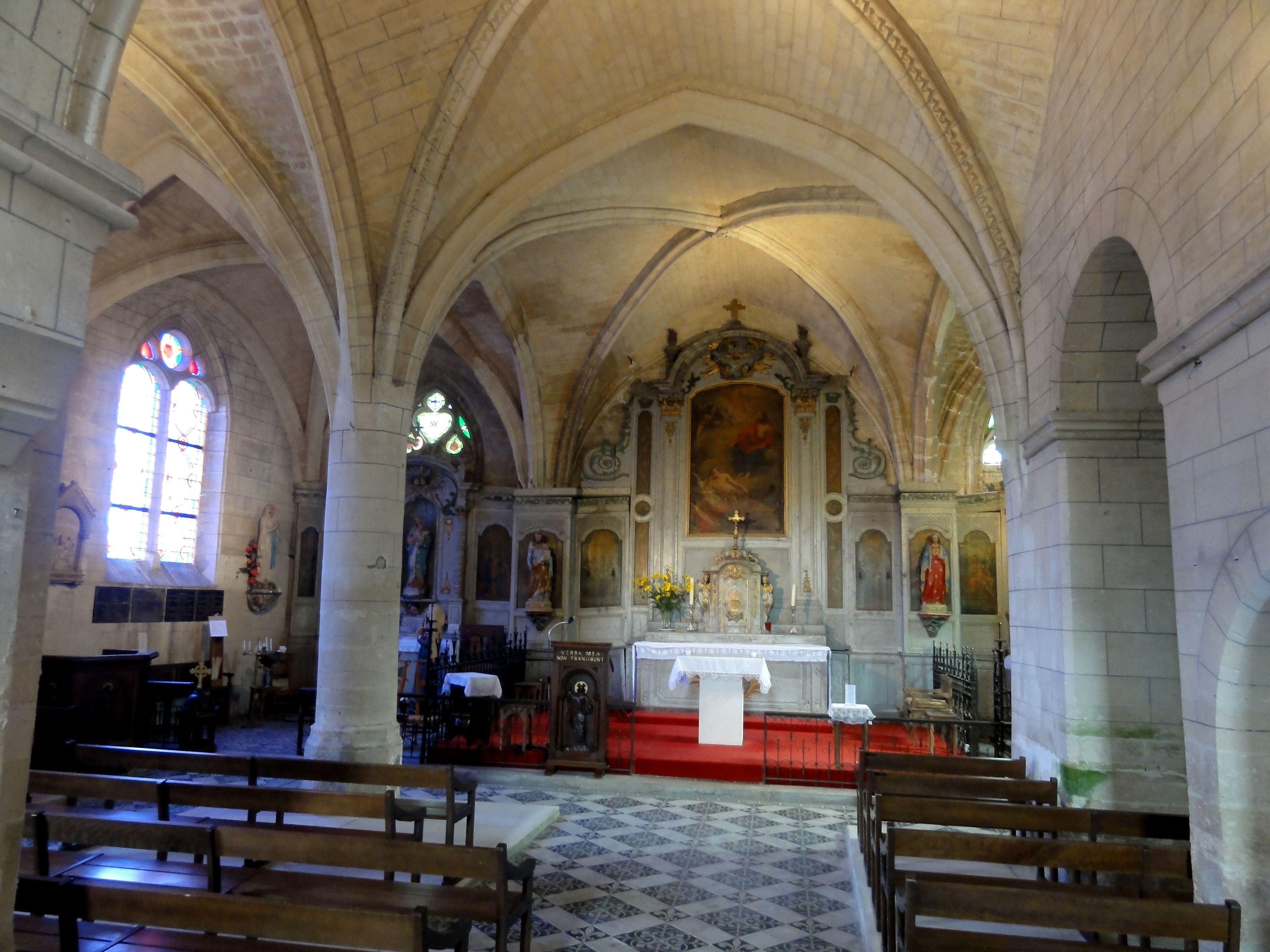
Chœur, vue vers l'est.

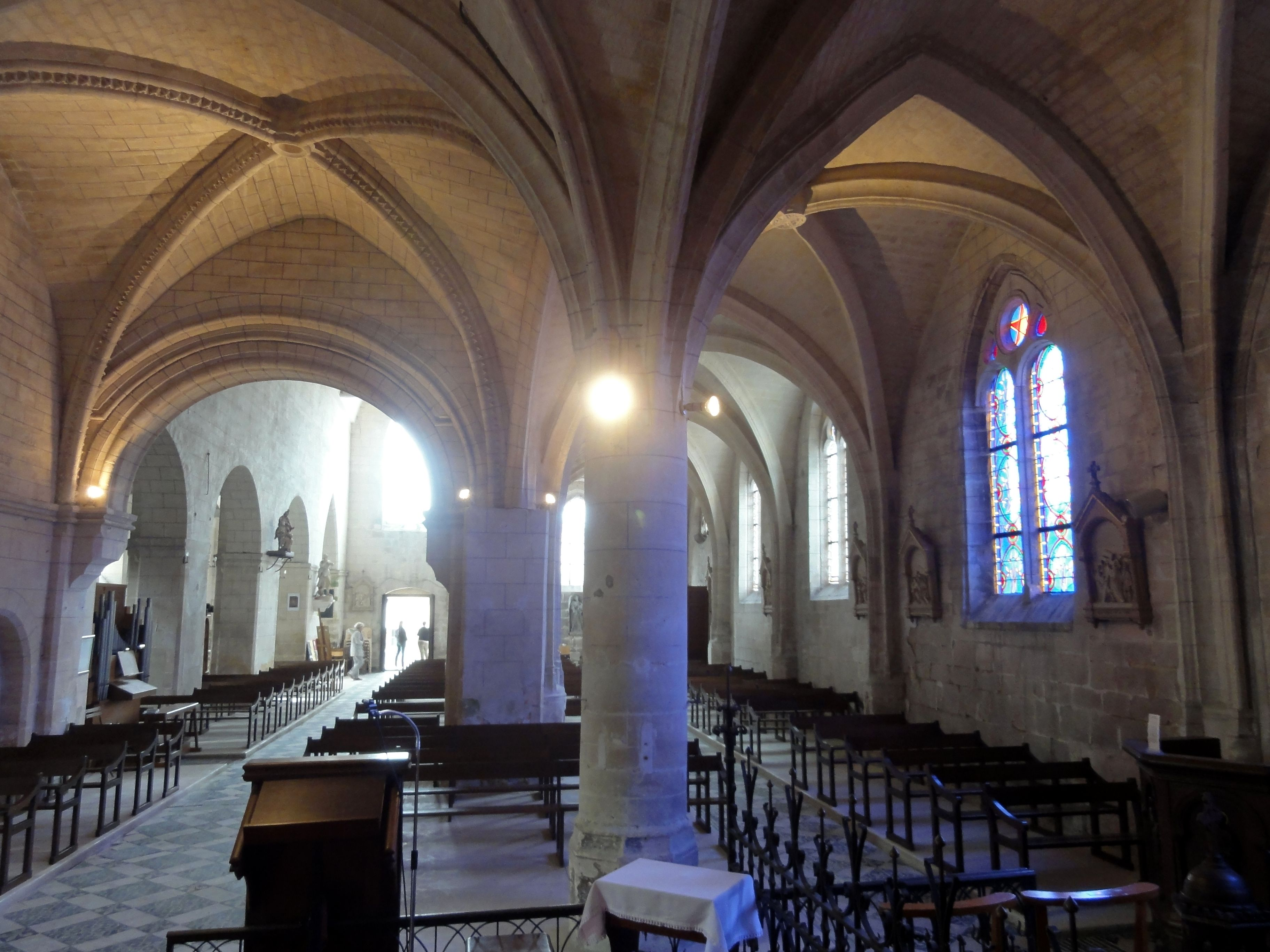
Chœur, vue vers l'ouest.

Le vaisseau central et ses deux chapelles latérales sont voûtés à la même hauteur et forment un espace unifié, où le cloisonnement est suspendu grâce à une colonne centrale à l'intersection entre les deux travées de la chapelle du nord et le vaisseau central. L'ensemble évoque ainsi un chœur-halle, terme dérivé d'église-halle, dont une vingtaine d'exemplaires existent dans la moyenne vallée de l'Oise et ses environs. Ils se caractérisent par un chevet plat (ce qui n'empêche pas une petite abside comme à Villers-Saint-Paul) et la fusion du chœur avec ses chapelles latérales, l'ensemble étant voûté à la même hauteur ou presque. Le transept, s'il existe, se trouve généralement intégré dans le chœur-halle. Les exemples les plus connus sont Nogent-sur-Oise, Plailly et Villers-Saint-Paul ; d'autres exemples étant Brenouille, Neuilly-sous-Clermont Rieux, Saint-Félix et Rousseloy. La présence de la base du clocher au sud de la première travée du chœur fait que Béthisy-Saint-Martin n'est pas un exemple tout à fait représentatif du chœur-halle, et par ailleurs, le voûtement des trois vaisseaux ne résulte pas de collatéraux particulièrement élevés, mais d'un vaisseau central plus bas que la nef, comme à Béthisy-Saint-Martin.
Initialement, le chœur devait comporter une travée droite voûtée en berceau prolongée par une abside voûtée en cul-de-four, flanquée par le clocher au sud et une chapelle latérale d'une seule travée au nord. Rien n'en subsiste, sauf le mur nord de la base du clocher, l'arc triomphal, et sans doute le noyau de la pile au nord-ouest de la travée droite. Comme déjà signalée, sa voûte primitive a été remplacée par une voûte d'ogives vers 1150. Ses lignes de faîte sont déjà presque horizontales, mais le remaniement est trahi par la pénétration maladroite des ogives dans les angles, la position désaxée de la clé de voûte, l'absence de formerets et le manque de correspondance avec le tracé en plein cintre de l'arc triomphal. Une moulure évoquant un arc formeret sans fonction était sans doute destinée à détourner l'attention de ce défaut. En même temps, les ogives ont bénéficié d'attentions particulières, et ont reçu un profil extrêmement rares : ce sont trois tores, dont celui du milieu est proéminent, et flanqué de deux cordons de dents de scie excavés. Vers la fin du XIIIe siècle, l'abside romane a été abattue, et une travée rectangulaire a été édifiée à sa place, accompagnée d'une travée identique au sud, communiquant en même temps avec la base du clocher. Ici le profil des ogives est de trois tores, dont celui au milieu est proéminent ; ce même profil se rencontre dans le chœur de Saintines, qui a été agrandi à la même époque. Les chapiteaux qui devaient exister au droit du chevet ont tous été supprimés pour l'installation du grand retable au début du XVIIIe siècle, et le seul qui subsiste de la fin du XIIIe siècle se trouve au sommet d'une colonnette au sud de l'arcade vers la base du clocher. La fenêtre du chevet du vaisseau central a été entièrement murée. Reste la fenêtre orientale de la chapelle latérale sud, qui ressemble aux baies du XIVe siècle du bas-côté nord de la nef.
L'ensemble oriental a reçu sa forme actuelle à la fin du XVe siècle, quand la chapelle romane au nord fut démolie, et les deux travées de la chapelle latérale nord ajoutées. L'arcade romane au nord de la première travée du chœur a alors été reprise en sous-œuvre, ce qui a nécessité d'étayer la voûte d'ogives d'autour de 1150. Un pilier monocylindrique isolé appareillée en tambour supporte désormais les ogives et doubleaux de quatre voûtes de trois époques différentes. Ce remaniement a été exécuté avec beaucoup d'adresse, car la voûte se serait écroulée au moindre tassement. Pareillement, le mur ou l'arcade au nord de la seconde travée du vaisseau central a également été refaite dans le style flamboyant. Ainsi, la chapelle latérale nord se présente en continuité stylistique avec le bas-côté nord de la nef, sauf pour les fenêtres, qui remontent au XIVe siècle dans le bas-côté. La fenêtre orientale de la chapelle nord est la seule dans toute l'église à conserver un remplage flamboyant à soufflets et mouchettes, car les deux fenêtres au nord ont été refaites à l'époque moderne.

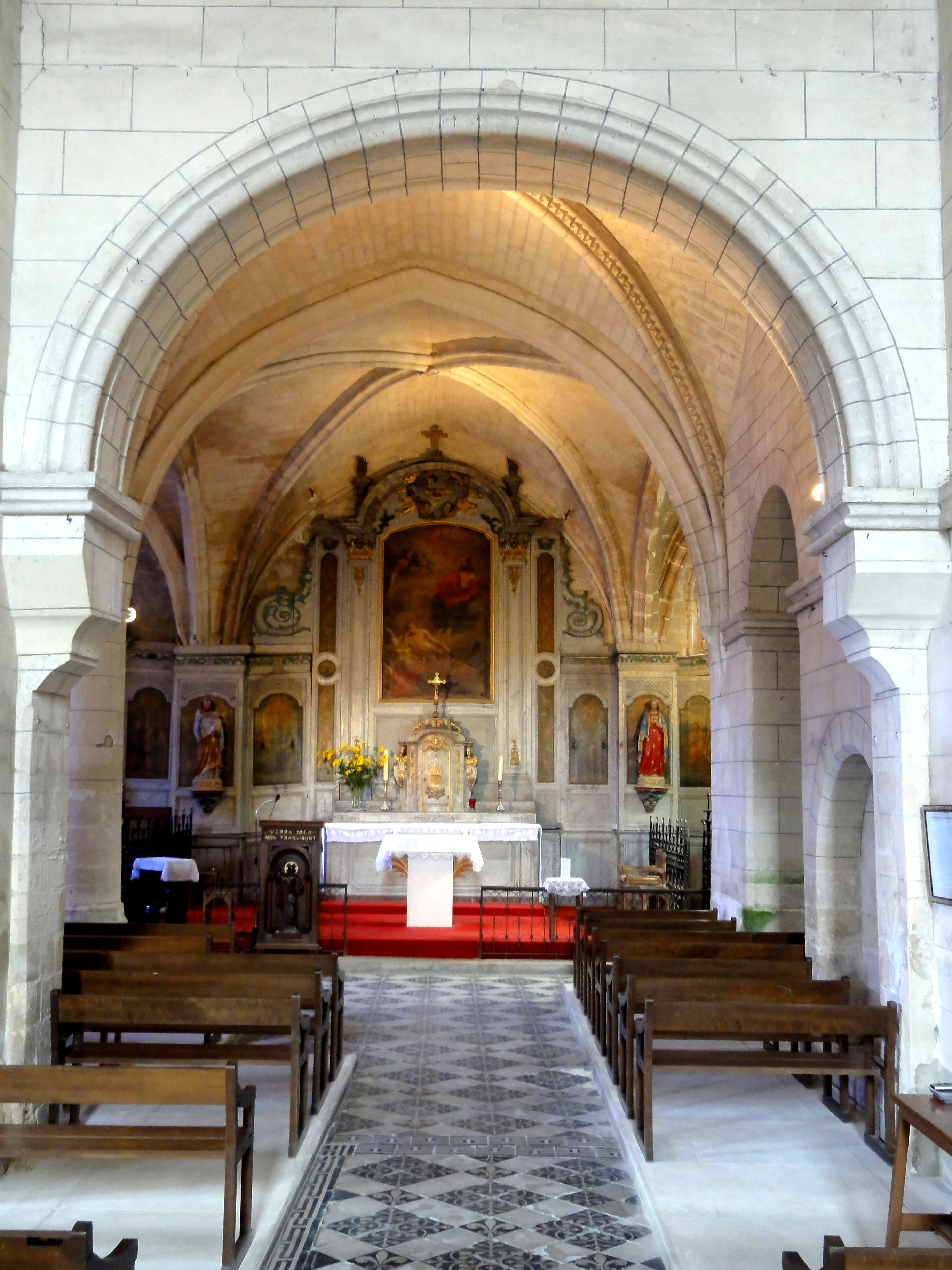
Arc triomphal, vue dans le vaisseau central.
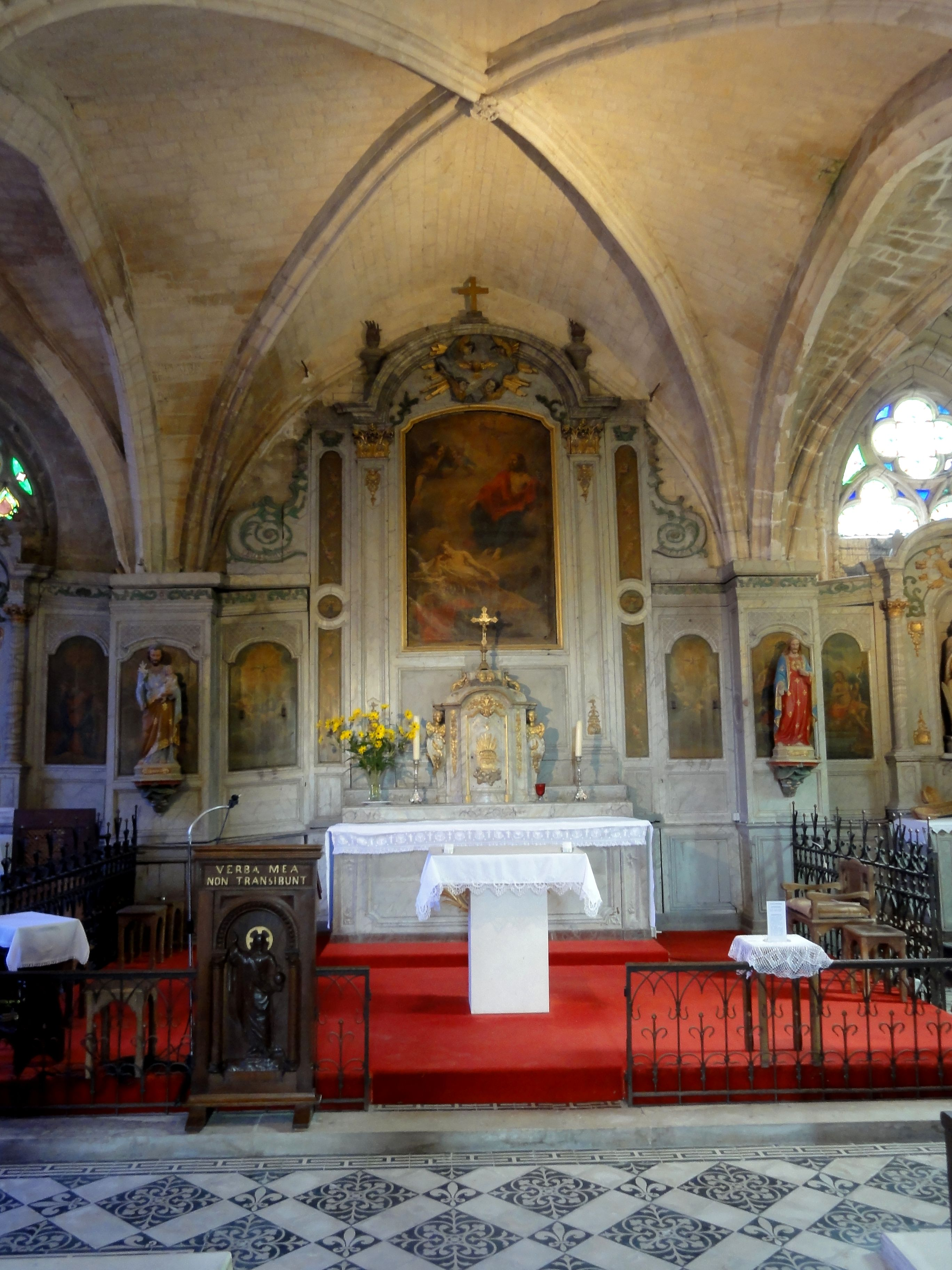
Vaisseau central, 2e travée, vue vers l'est.
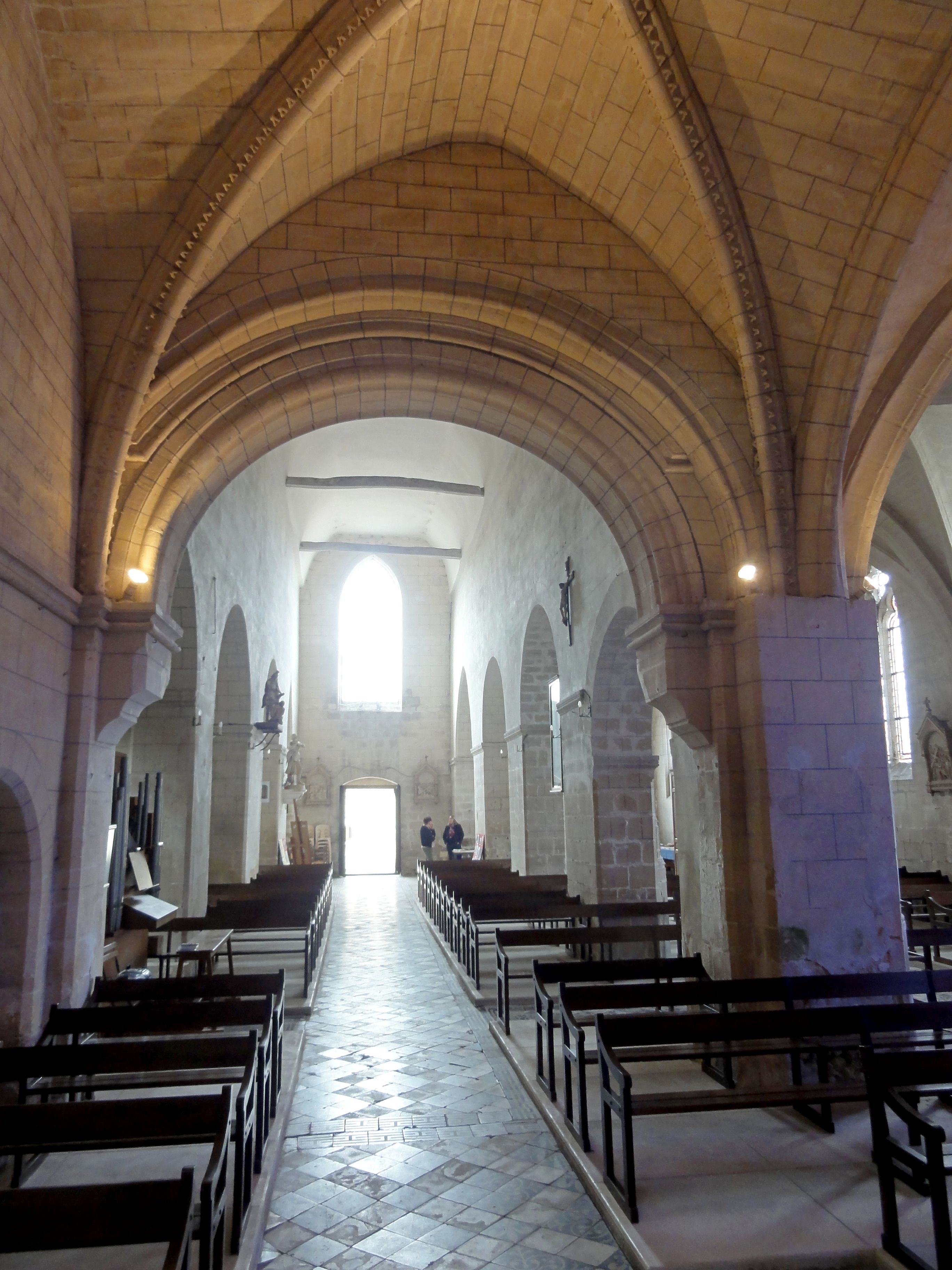
Vaisseau central, 1re travée, vue vers l'ouest.
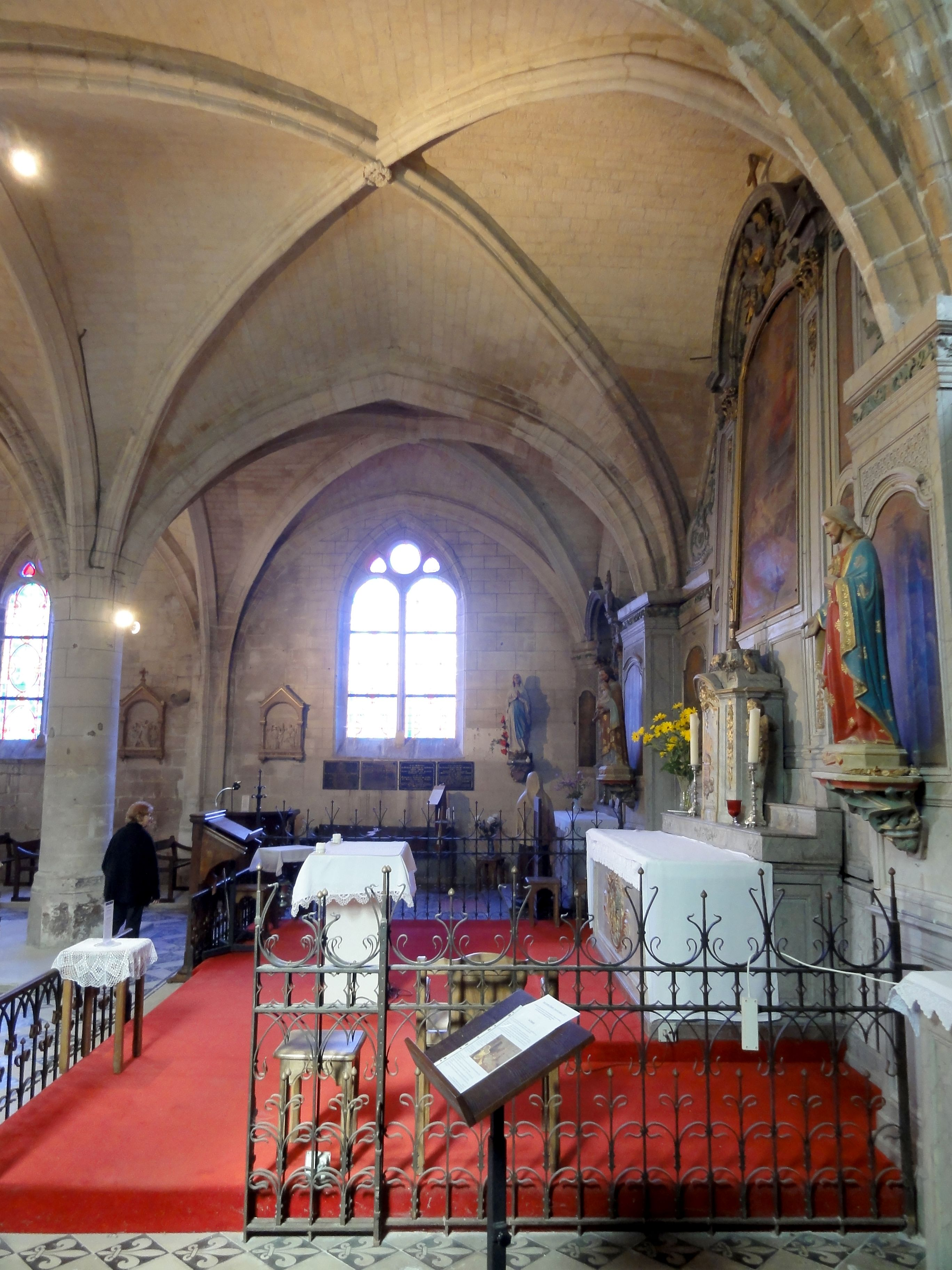
Chapelle latérale sud, vue vers le nord.
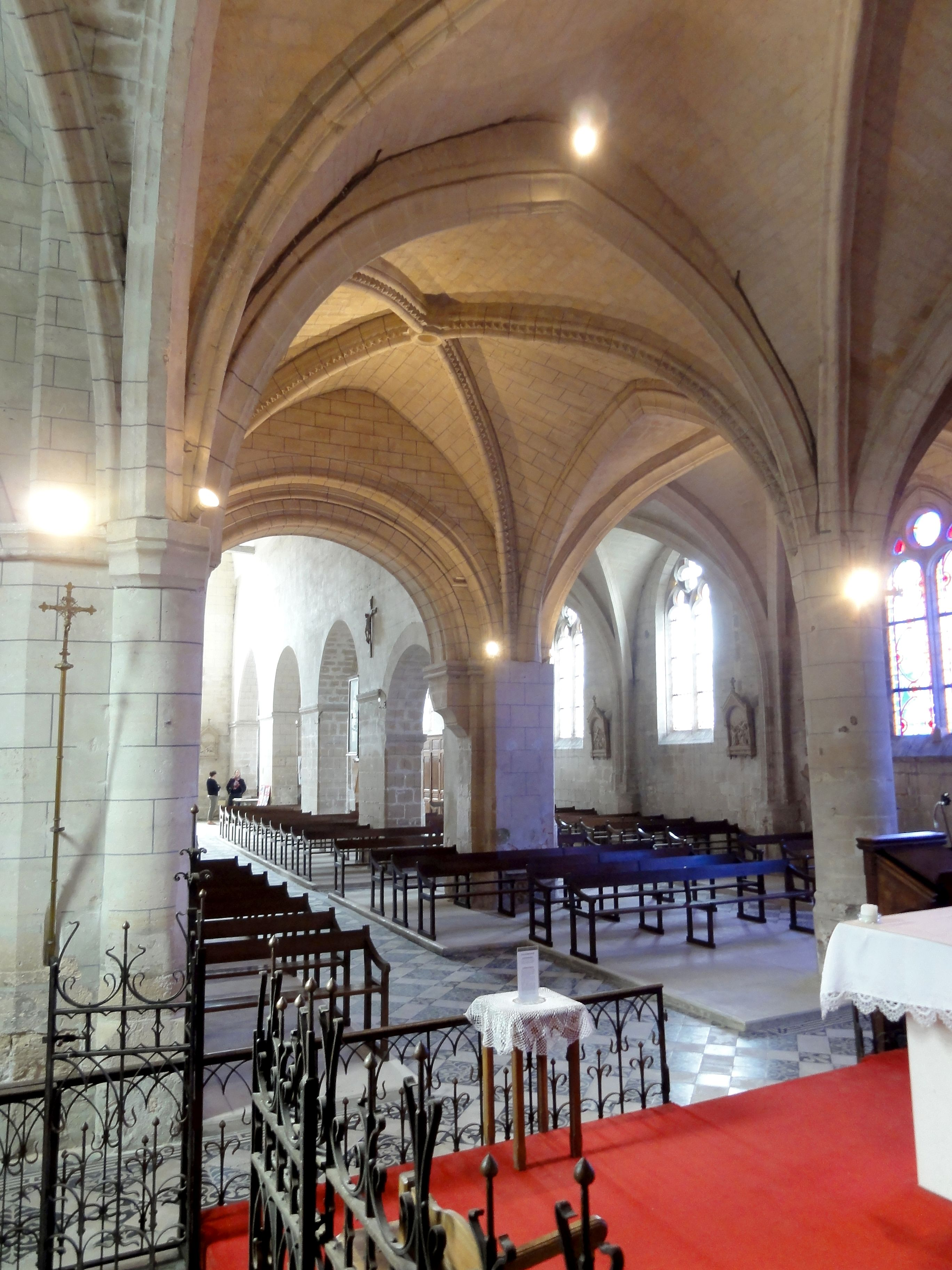
Chapelle sud, vue diagonale vers le nord-ouest.
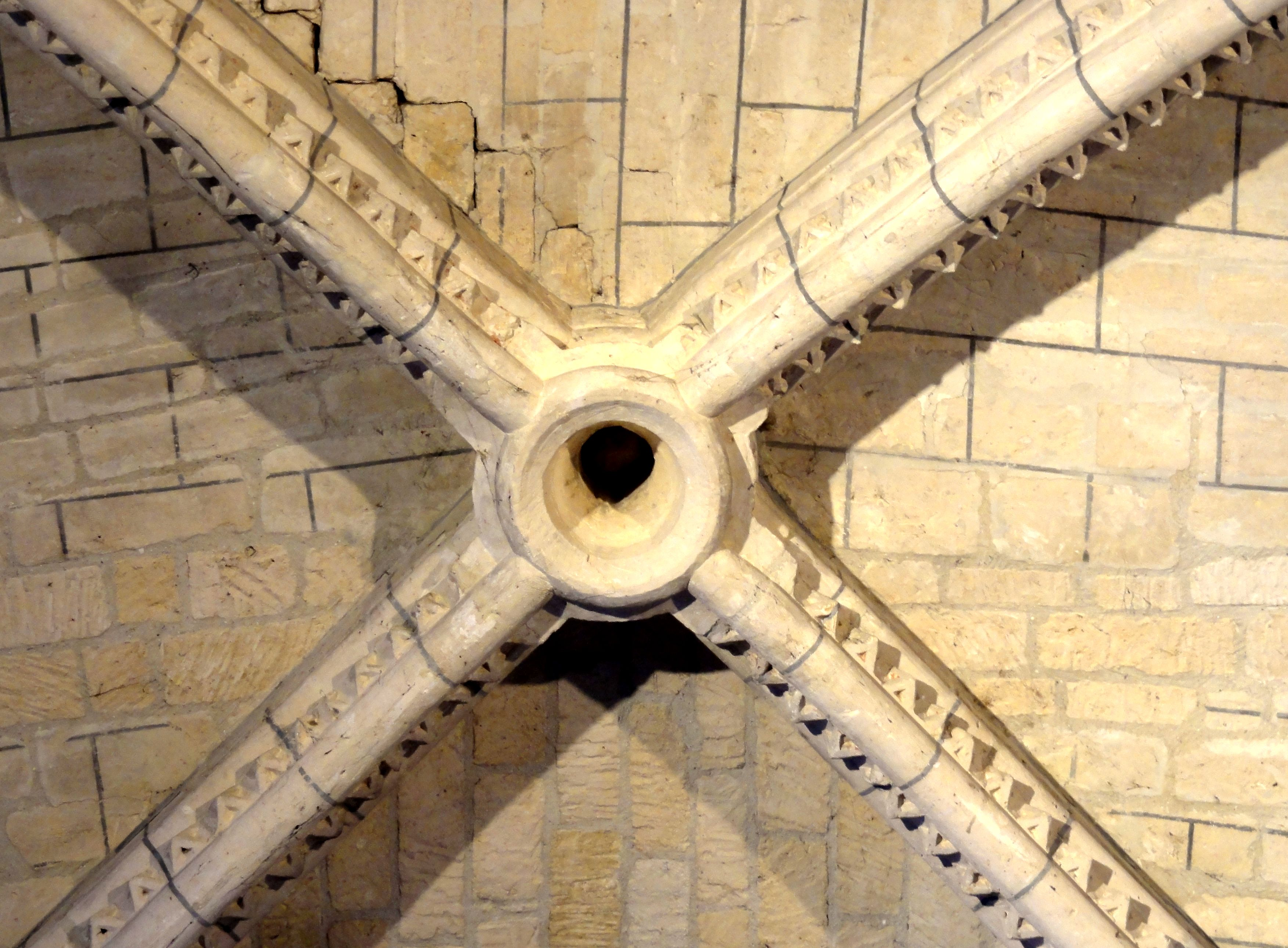
Sommet de la voûte de la 1re travée (vers 1150).

### Extérieur

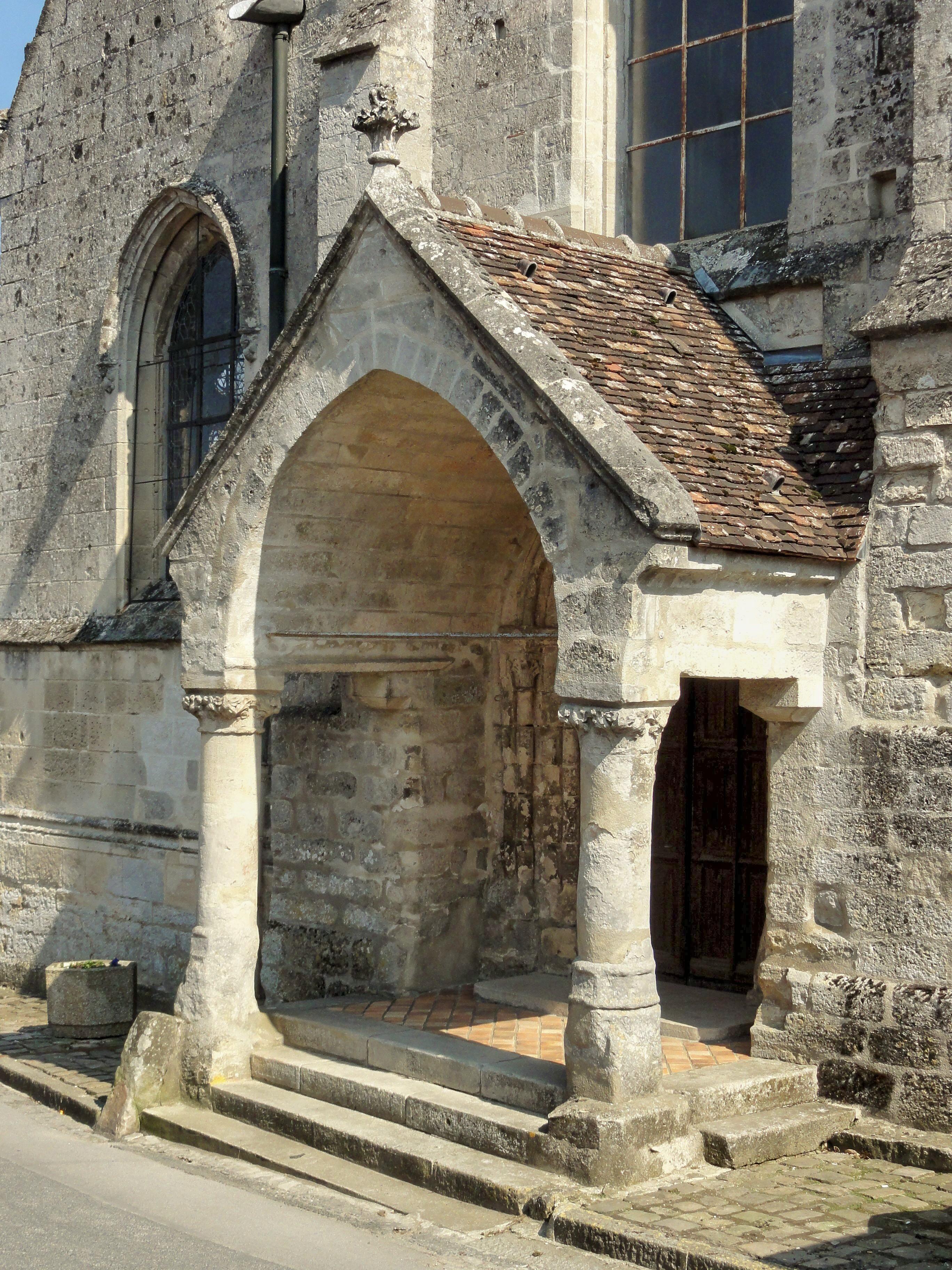
Porche du portail occidental.

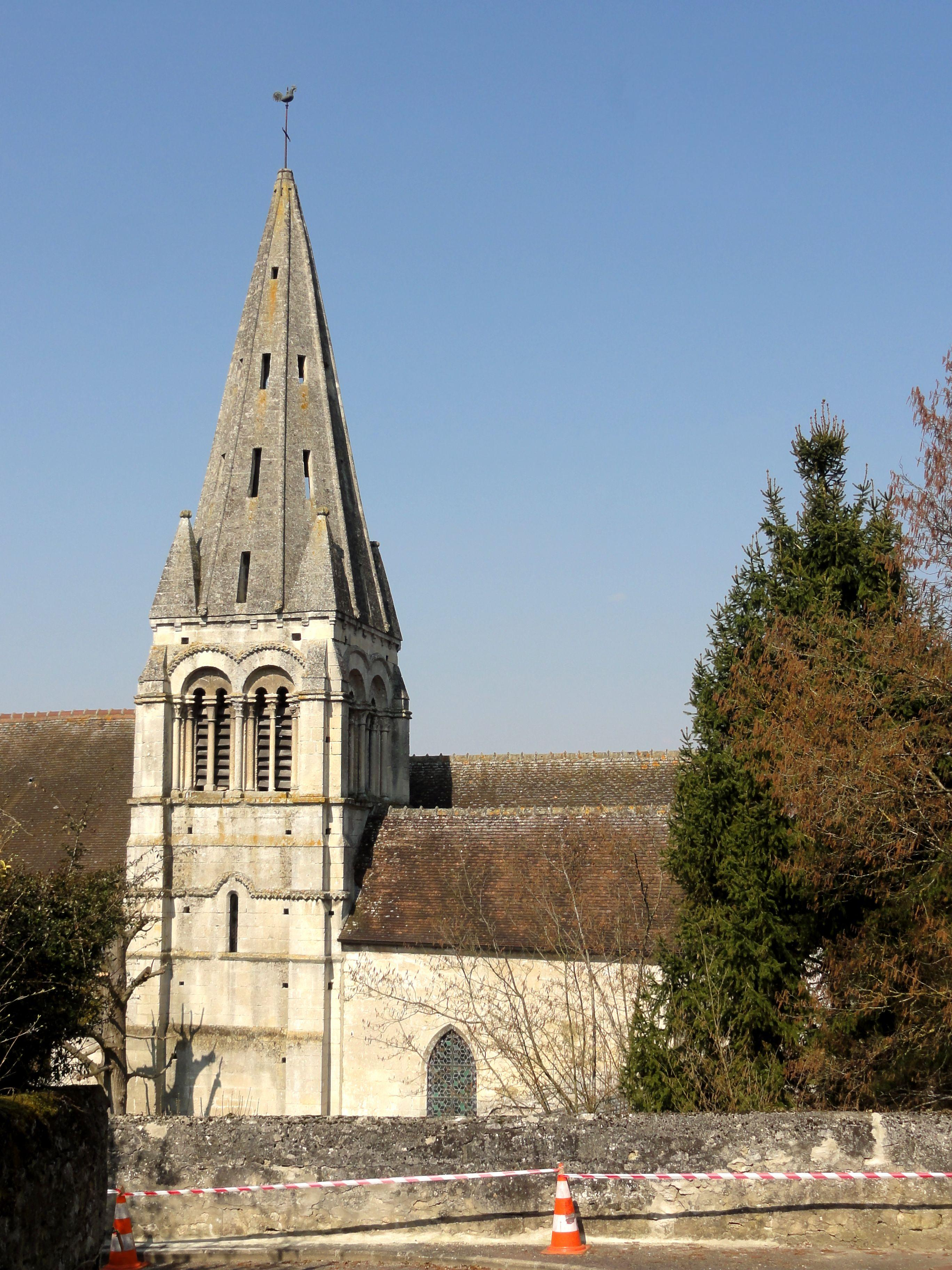
Clocher, vue depuis le sud.

Le portail occidental de la nef est abrité par un porche ouvert du XVe siècle, qui est formé par une courte voûte en berceau brisé, supportée du côté de la rue par deux colonnettes libres aux chapiteaux de feuillages. Au droit du mur de la nef, la voûte repose sur deux massifs de maçonnerie qui font corps avec les contreforts, et ne font donc pas saillie. Des consoles sont engagées dans ces massifs, et servent d'appui aux linteaux qui parent à l'absence d'arcades latérales. Le toit en bâtière suit de près la voûte, de sorte qu'il n'y a pas de gâble à proprement parler, et un fleuron couronne le sommet. Le portail n'a pas été endommagé par l'adjonction du porche, et date encore d'origine, soit des environs de 1130. Il est flanqué par deux paires de fines colonnettes appareillées, logées dans des ressauts du mur qui reste visible à côté des colonnettes, et munies de chapiteaux de feuilles d'acanthe. Les tailloirs des deux chapiteaux regardant le portail supportent un tympan nu, qui tient donc également lieu de linteau. Une double archivolte en arc brisé surmonte le portail. Elle est constituée par deux tores, accompagnés chacun d'un large méplat. Le portail occidental de Béthisy-Saint-Martin montre l'une des premières apparitions de l'arc brisé sur les portails, avec Cerseuil (Aisne) et Marolles, avant que l'arc brisé n'apparaisse sur les baies des clochers.
La façade occidentale est percée de trois grandes fenêtres en tiers-point, soit une par vaisseau. Elles ont toutes les trois perdu leur remplage, mais la mouluration permet néanmoins une datation du XVe siècle, époque du voûtement du bas-côté nord et de la construction de la chapelle latérale nord du chœur. La fenêtre centrale est décorée par un bandeau biseauté, qui surmonte son arc et se poursuit sur le mur-pignon au niveau des impostes. Un bandeau d'un profil plus élaborée se dessine au-dessus de la fenêtre du bas-côté nord, et retombe sur des culots qui prennent la forme de petits atlantes. Au niveau du seuil de la fenêtre, court un glacis formant larmier, qui est présent sur tout le bas-côté nord. Le pignon au-dessus a la particularité d'être trapézoïdal, et il est garni de quelques crochets. La façade est scandée verticalement par deux contreforts, dont le diamètre se réduit à mi-hauteur grâce à un glacis formant larmier présent sur les trois flancs, et qui s'achèvent par des glacis. Le bas-côté sud possède en outre deux contreforts d'angle de faible hauteur, s'amortissant également par des glacis. Des contreforts du même type épaule le mur gouttereau du bas-côté, qui sinon ne présente aucun intérêt.
L'élévation septentrionale est plus intéressante. Elle est animée par les fenêtres du XIVe siècle, déjà mentionnées, et le portail latéral de la seconde travée, dominée par une fenêtre d'une forme inhabituelle. Elle correspond à la partie supérieure d'une lancette gothique, avec une base curviligne. Le remplage est constitué de quadrilobes et de trèfles. Le portail est également digne d'intérêt. Elle est surmontée du même bandeau que la baie occidentale de la nef. La porte rectangulaire à double vantail est cantonnée de quatre colonnettes particulièrement fines supportant une double archivolte torique. Le tympan possède un décor en bas-relief, qui annonce déjà le style flamboyant. La forme de base est une tête tréflée analogue aux lancettes des fenêtres. Dans la lobe supérieure, s'inscrit un soufflet ouvert vers le bas, et dans chacune des deux autres lobes, deux lobes plus petites. Les écoinçons sont remplis par des trèfles aplatis, qui préfigurent les mouchettes des fenêtres flamboyantes.
L'élément le plus remarquable de l'église est son clocher. Des trous de boulins subsistent à plusieurs niveaux. Comme souvent, le rez-de-chaussée est très sobre, et son unique fenêtre en plein cintre évoque davantage une meurtrière. Son linteau est monolithique. Les contreforts sont peu saillants, et se retraitent par un fruit au milieu du rez-de-chaussée, puis à la limite avec le premier étage, où le mur est également concerné. Suit un bandeau doublement biseauté au niveau du seuil des fenêtres du premier étage. On en compte une par face libre, identiques en tous points à la baie du rez-de-chaussée. La décoration est assurée par un cordon de dents de scie excavées et de trous cubiques, qui s'infléchit au-dessus des fenêtres. À la limite avec le second étage, qui est l'étage de beffroi, les murs et les contreforts se retraitent pour une dernière fois par un fruit. Le bandeau au niveau du seuil des fenêtres est différent, et constitué par une plate-bande, un cavet et une gorge. L'étage de beffroi est ajouré par deux baies plein cintre gémelées par face, dont les arcs retombent sur trois colonnettes à chapiteaux, et sont surmontées par un cordon de dents de scie excavées et de trous cubiques, qui ici ne concerne pas les contreforts. Ceux-ci sont en revanche décorés par des bandeaux moulurés pareillement que les tailloirs des chapiteaux, qui sont formés d'une baguette et d'un filet, réunis par un cavet. Chaque baie est réséquée en deux étroites arcatures plein cintre, qui reposent également sur trois colonnettes à chapiteaux, ce qui donne un total de neuf colonnettes par face du clocher. Les fenêtres et les colonnettes occupent toute la largeur disponible entre les contreforts. La plupart des chapiteaux sont sculptés en feuilles d'eau ou en entrelacs, mais certains en têtes grimaçantes. La corniche est constituée par des corbeaux moulurés. Au-dessus, se dresse la flèche en pierre, cantonnée de quatre pyramidons. Les faces de la flèche sont allégées par des ouvertures rectangulaires, mais sinon plates et non décorées. Les arêtes sont garnies d'un tore et retombent chacune sur une tête monstrueuse. Béthisy-Saint-Martin possède l'une des premières flèches ajourées de la région, avec Chamant, Marolles, Saintines et Villers-sous-Saint-Leu. Le clocher de Béthisy-Saint-Martin est directement inspiré de celui de Saint-Vaast-de-Longmont, qui quant à lui est dérivé du clocher-porche de Morienval.

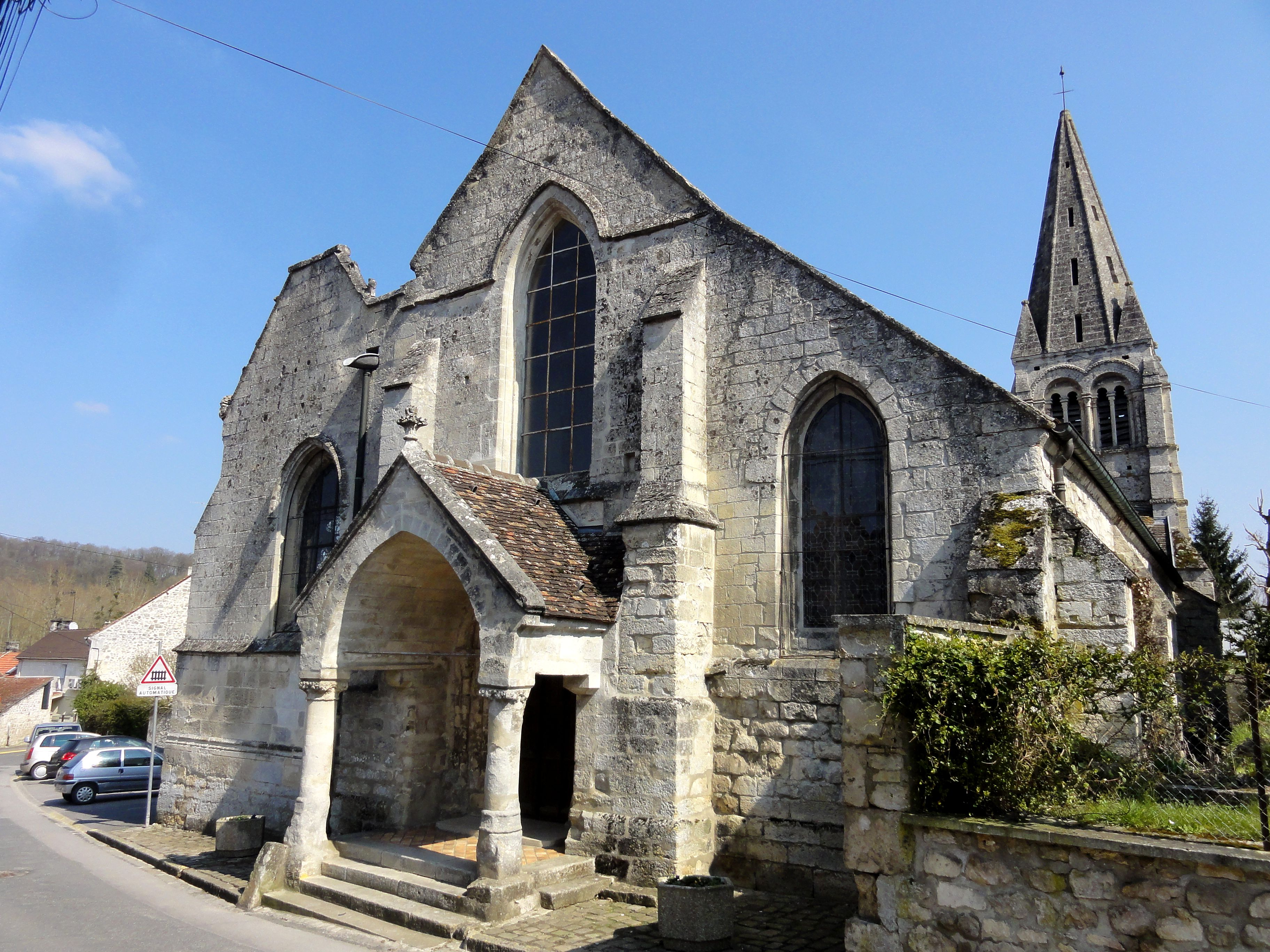
Façade occidentale.
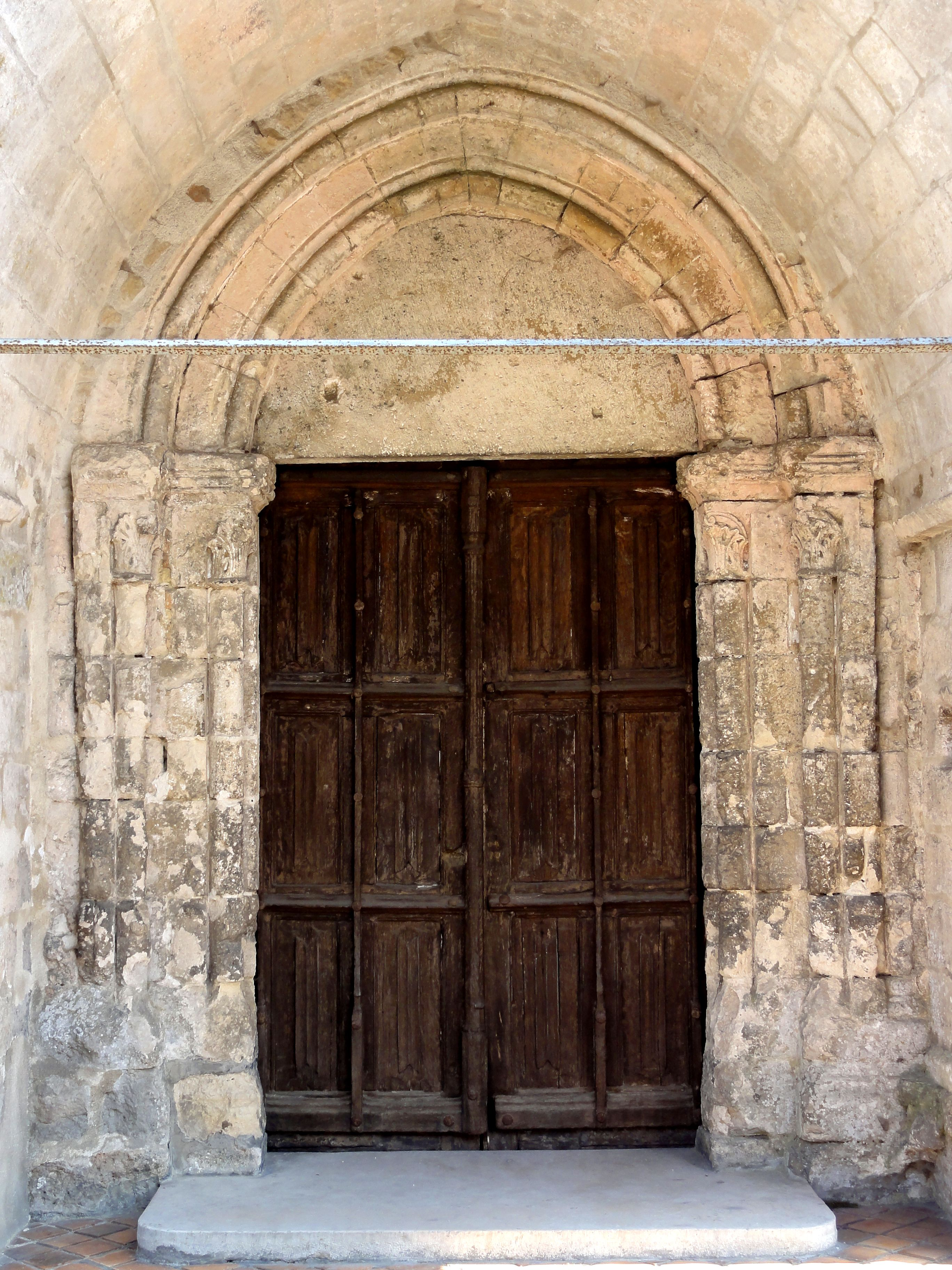
Portail occidental.
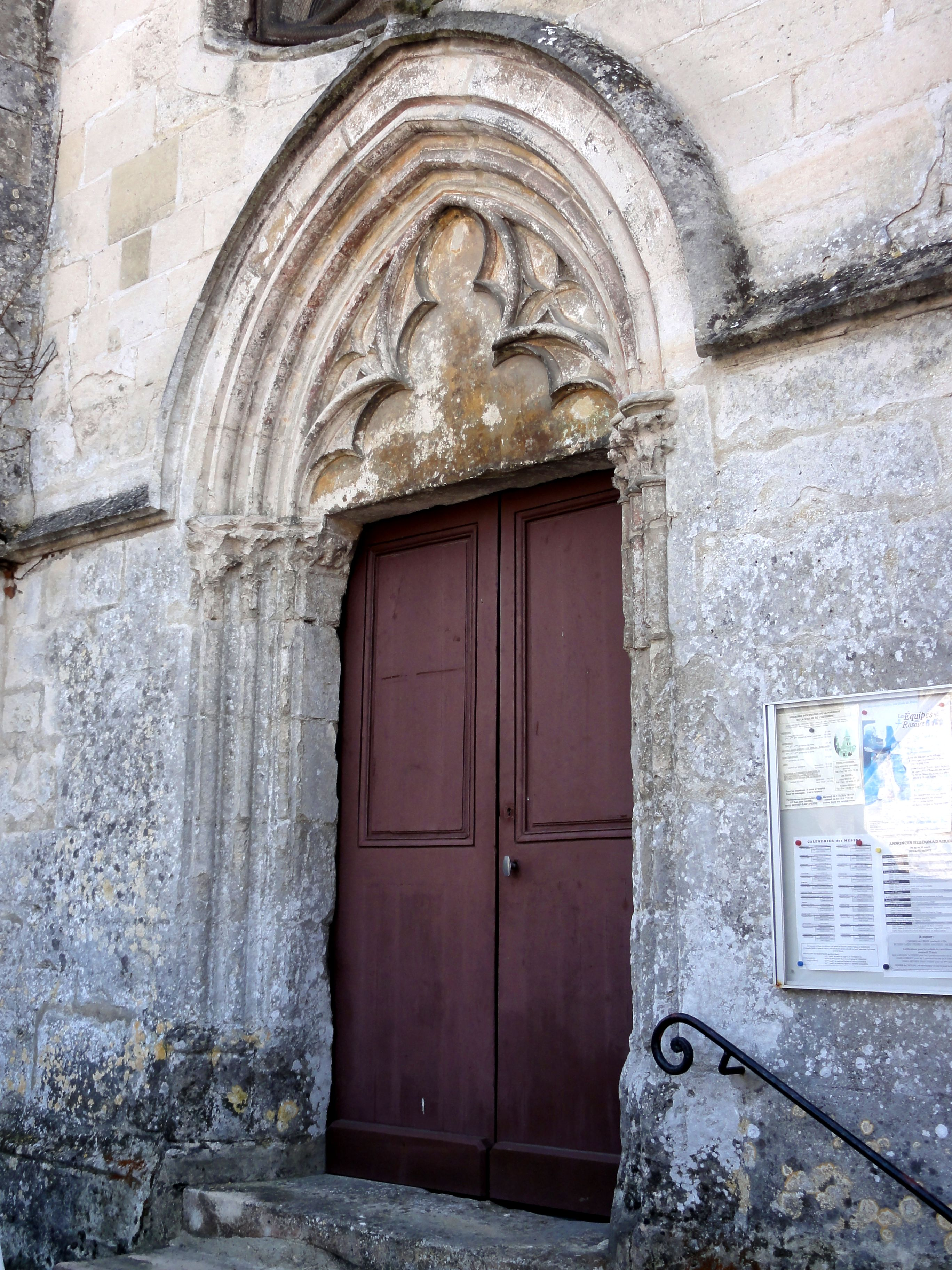
Portail septentrional.
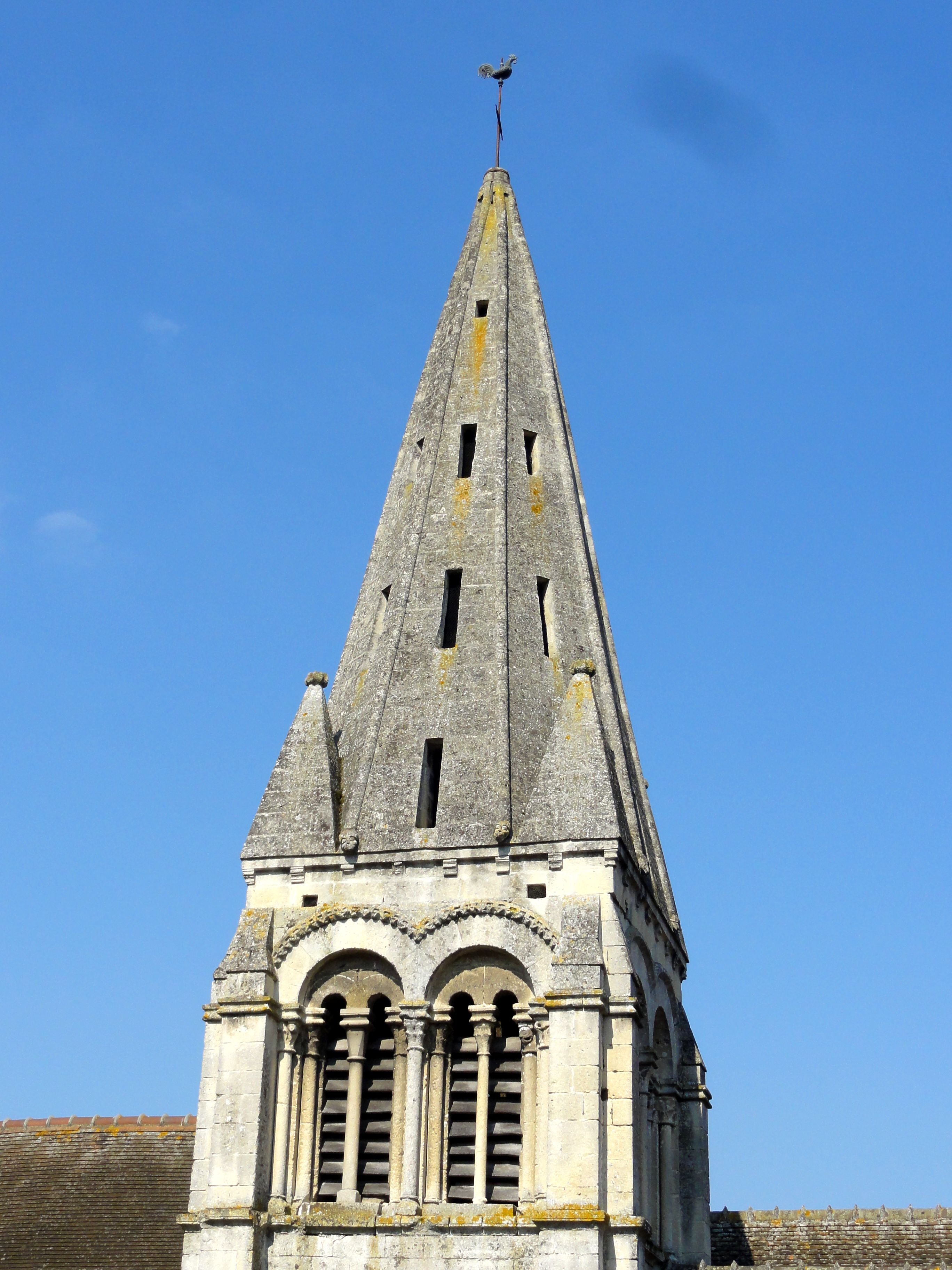
Clocher.
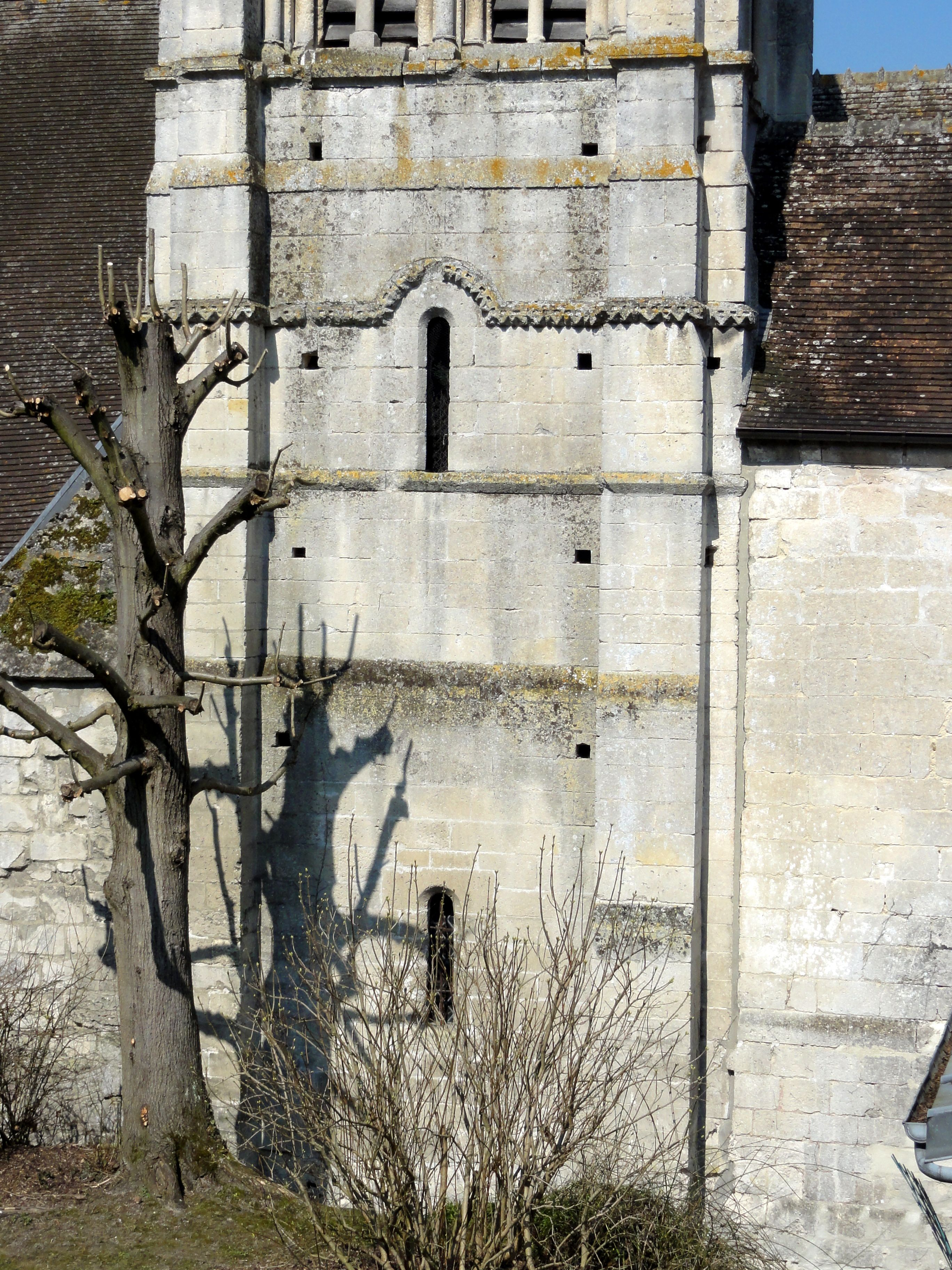
Base du clocher et 1er étage.
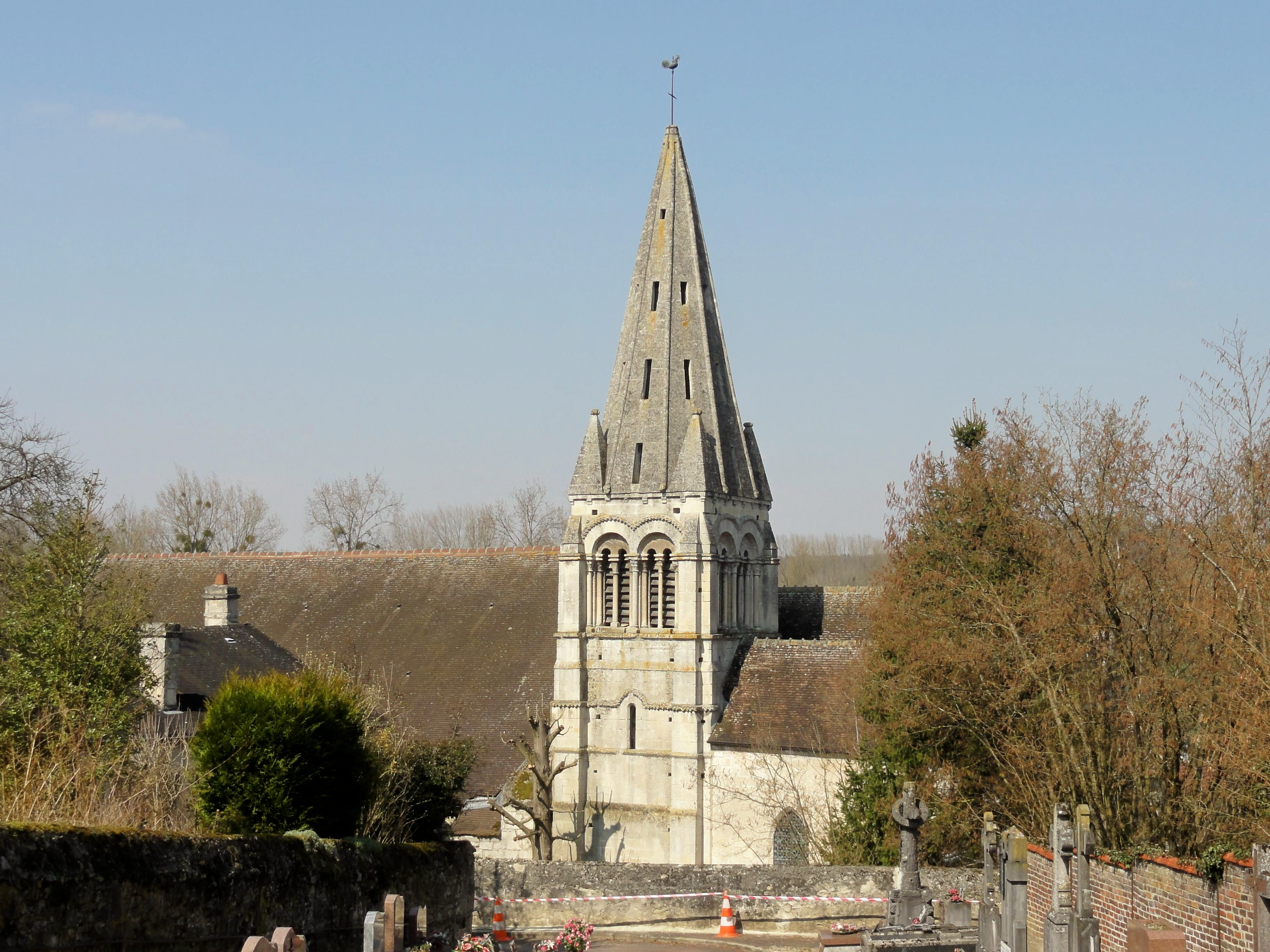
Vue depuis le sud.

## Mobilier

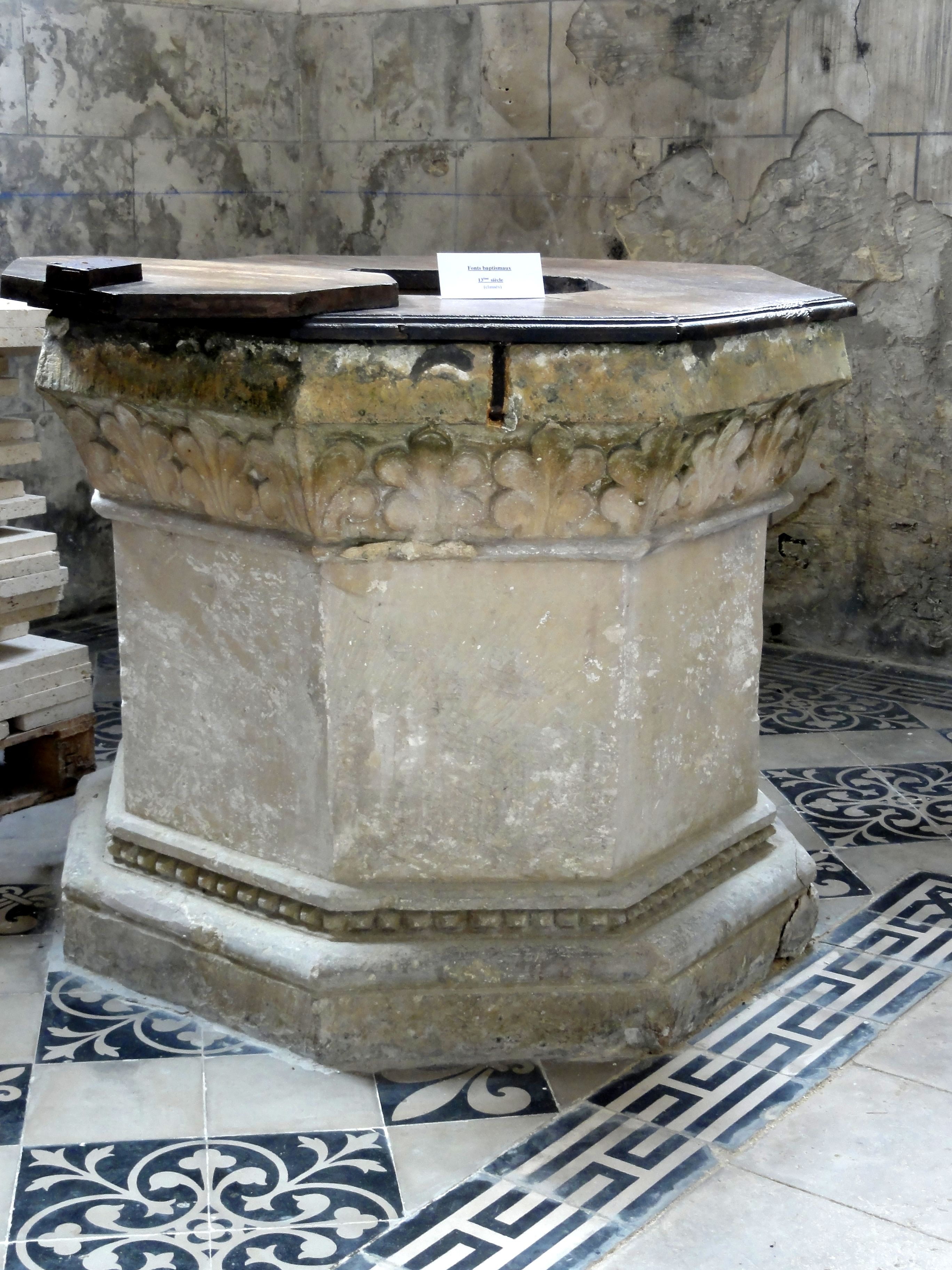
Fonts baptismaux.

Le mobilier de l'église ne compte qu'un seul élément qui est classé monument historique au titre objet : ce sont les fonts baptismaux sous la forme d'une cuve baptismale à infusion octogonale. Ils ont été taillés dans un seul bloc de pierre calcaire et datent du XIIIe siècle, sauf le couvercle, qui est du XIXe siècle. Le diamètre de la cuve est de 106 cm, et sa hauteur est de 89 cm. La base de la cuve est décorée d'un rang de pointes-de-diamant, et une frise de feuilles à cinq lobes court en haut de la cuve. L'on compte une feuille au milieu de chaque angle, partagée entre deux faces, et deux feuilles supplémentaires par face, insérées entre les feuilles d'angle.
Au fond du chœur, l'on trouve un large retable baroque du début du XVIIIe siècle, qui est constitué par les trois retables du collatéral nord (gauche), du chœur et du collatéral sud (droit), reliés entre eux par des panneaux intermédiaires faisant légèrement saillie car habillant les piliers des grandes arcades engagés dans le mur oriental. Une statue de saint Joseph est placé devant le pilier de gauche, et une statue du Sacré-Cœur de Jésus-Christ devant le pilier de droite : ce sont des créations du XIXe siècle. Un autel est associé à chaque retable. Celui de gauche est dédié à la Vierge Marie et surmonté d'une statue de la Vierge à l'Enfant, tandis que l'autel de droit est consacré à saint Antoine le Grand, connu également comme saint Antoine d'Égypte, dont la statue est accompagnée d'un panier : C'est effectivement le patron des vanniers, et sa présence dans l'église s'explique par l'importance de la vannerie à Béthisy dans le passé, quand ce fut l'une des activités principales. Les niches abritant ces deux statues sont flanquées de colonnes corinthiennes, supportées par des consoles figurant une tête de chérubin, et surmontées par deux têtes de chérubins devant un nuage, qui rappelle celui de la gloire qui règne au-dessus du maître-autel. Le retable du maître-autel ne comporte pas de niche à statue, mais un tableau monumental représentant le songe de saint Martin, où le Christ lui apparaît, revêtu de la moitié du manteau qu'il avait offert au mendiant. La charité de saint Martin est un sujet récurrent dans la sculpture religieuse, et comme dans de très nombreuses églises dédiées à saint Martin de Tours, l'on trouve un groupe sculpté de ce sujet dans l'église de Béthisy-Saint-Martin. Il date du XIXe siècle. D'autres éléments du mobilier dignes d'intérêt sont une Vierge à l'Enfant dans le bas-côté nord (non datée), et la petite chaire à prêcher et le banc d'œuvre, beaux travaux de menuiserie du XIXe siècle. Une vitrine abrite le bouquet provincial offerte par les filles de Crépy le 26 mai 1968, et évoque la tradition de l'archerie dans le Valois : c'est un trophée décerné aux archers de Béthisy-Saint-Martin, sortis comme vainqueurs du concours portant le même nom.

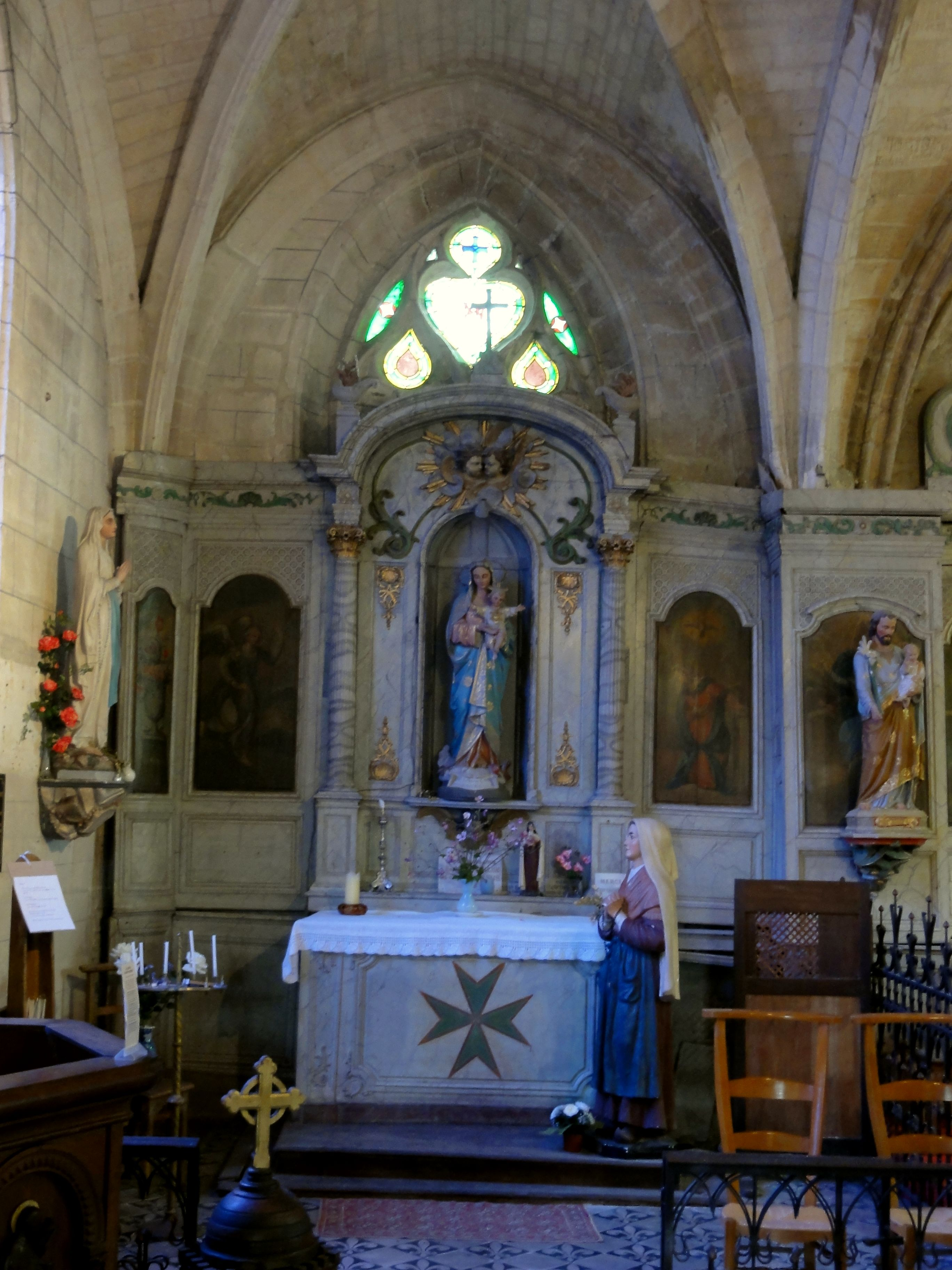
Retable de gauche.
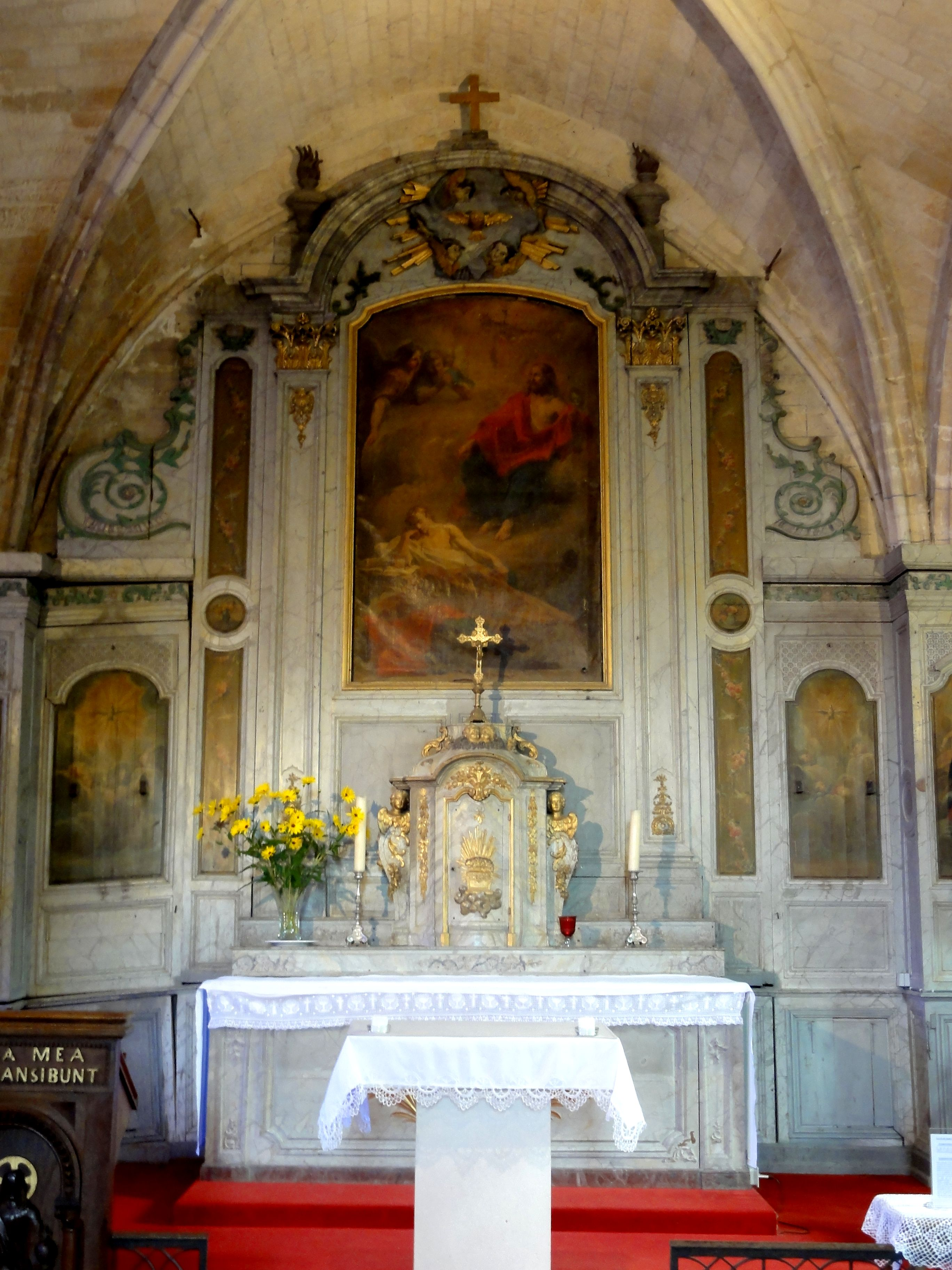
Retable du maître-autel.
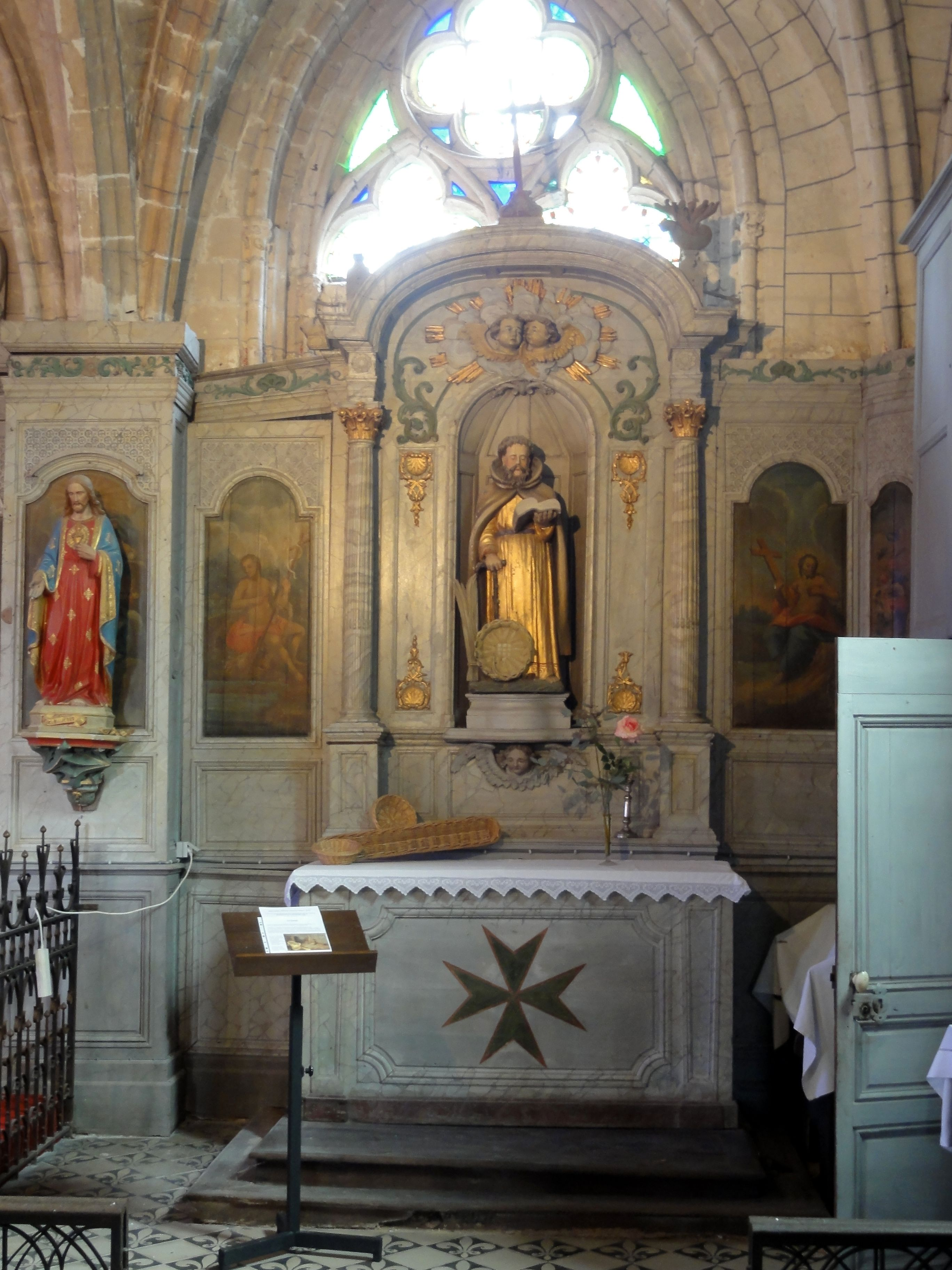
Retable de droite.
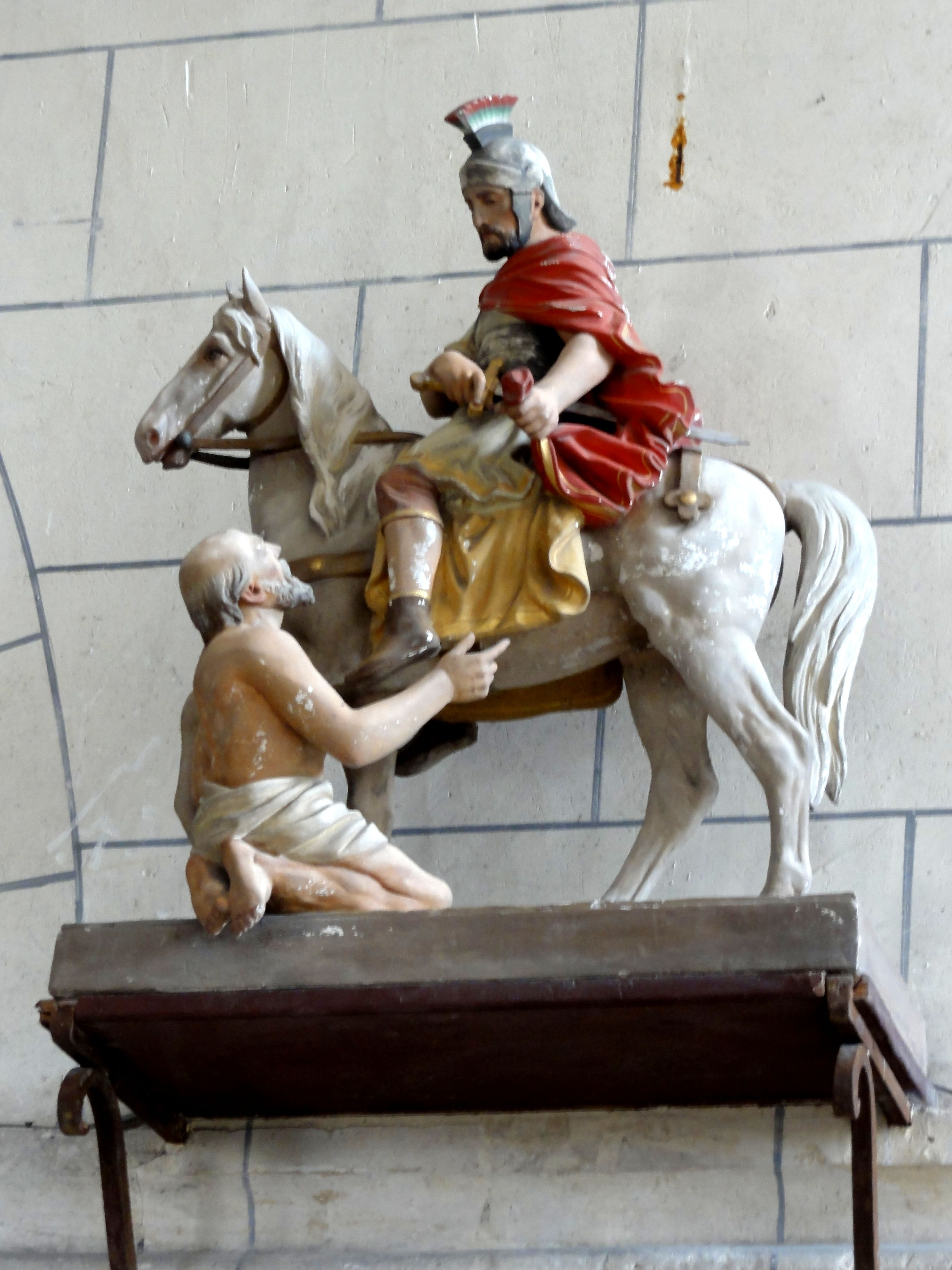
Charité de Saint-Martin.
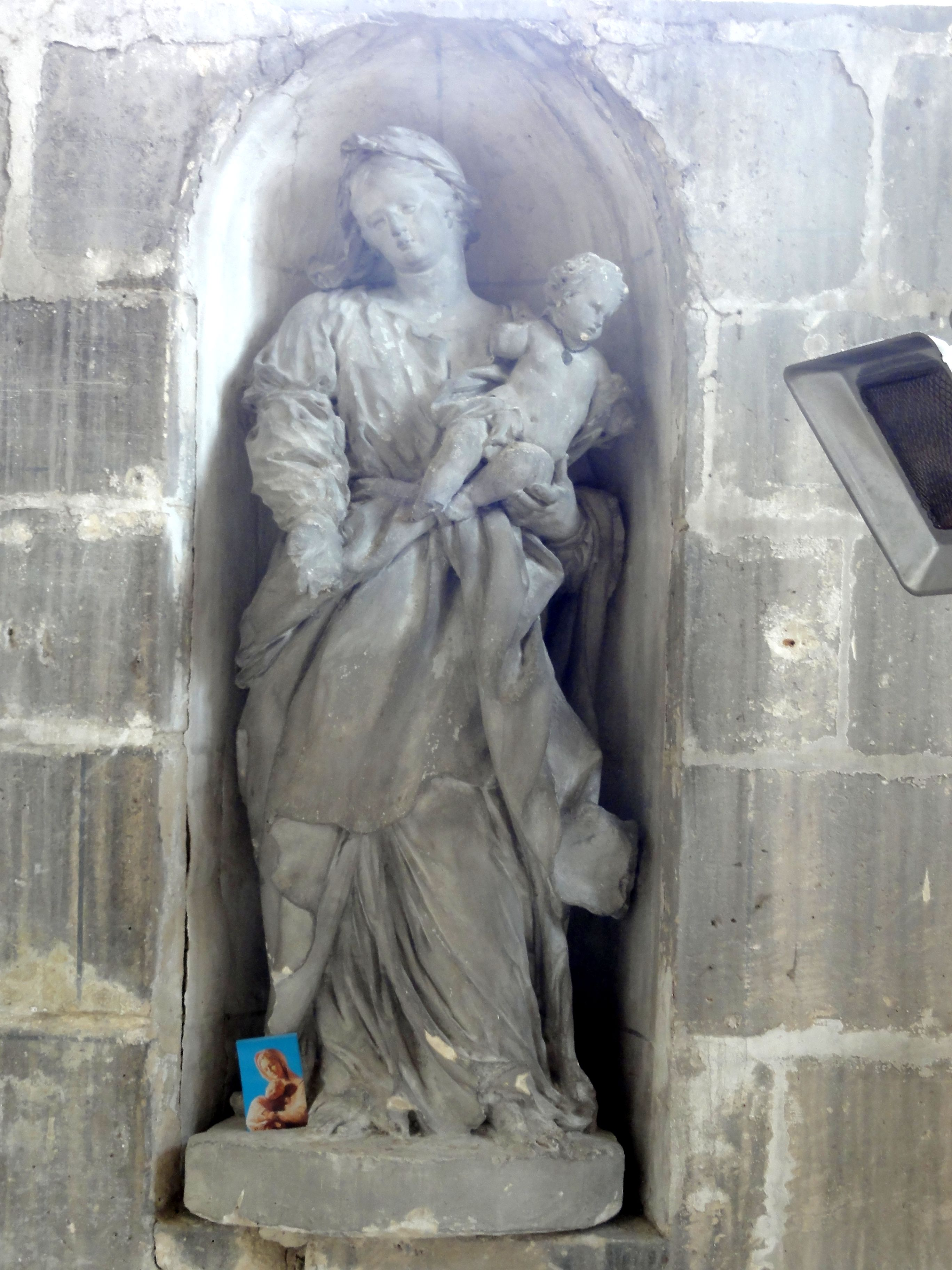
Vierge à l'Enfant.
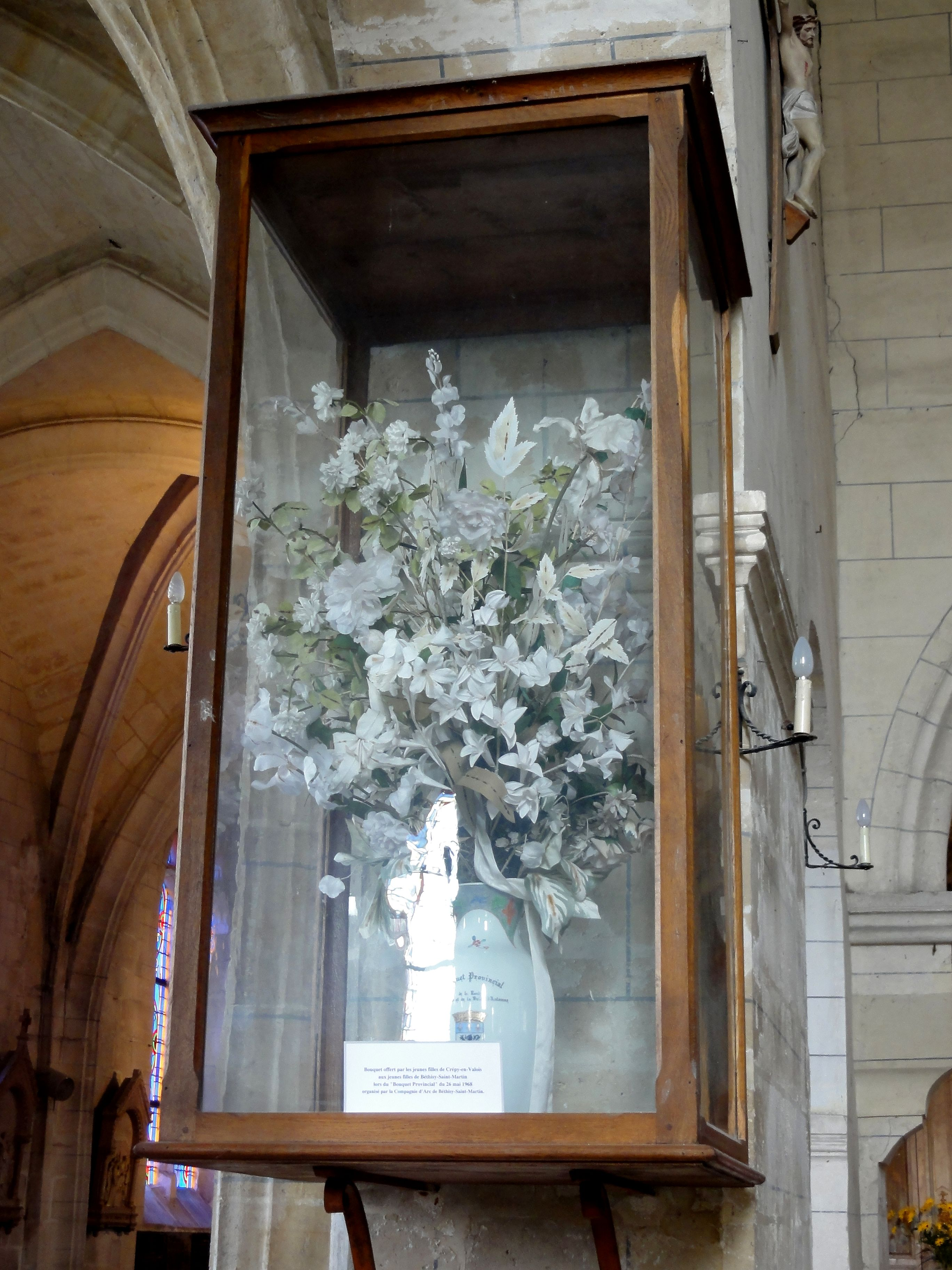
Bouquet provincial.

Trois statues ont été déposées au musée de l'Archerie et du Valois au château Saint-Aubin de Crépy-en-Valois. Il s'agit d'un Christ en croix vermoulu, de la fin du XVIe siècle, et de deux statues de saints évêques non identifiés, qui datent tous les deux du XVIIe siècle et sont de toute évidence les œuvres d'un même sculpteur.

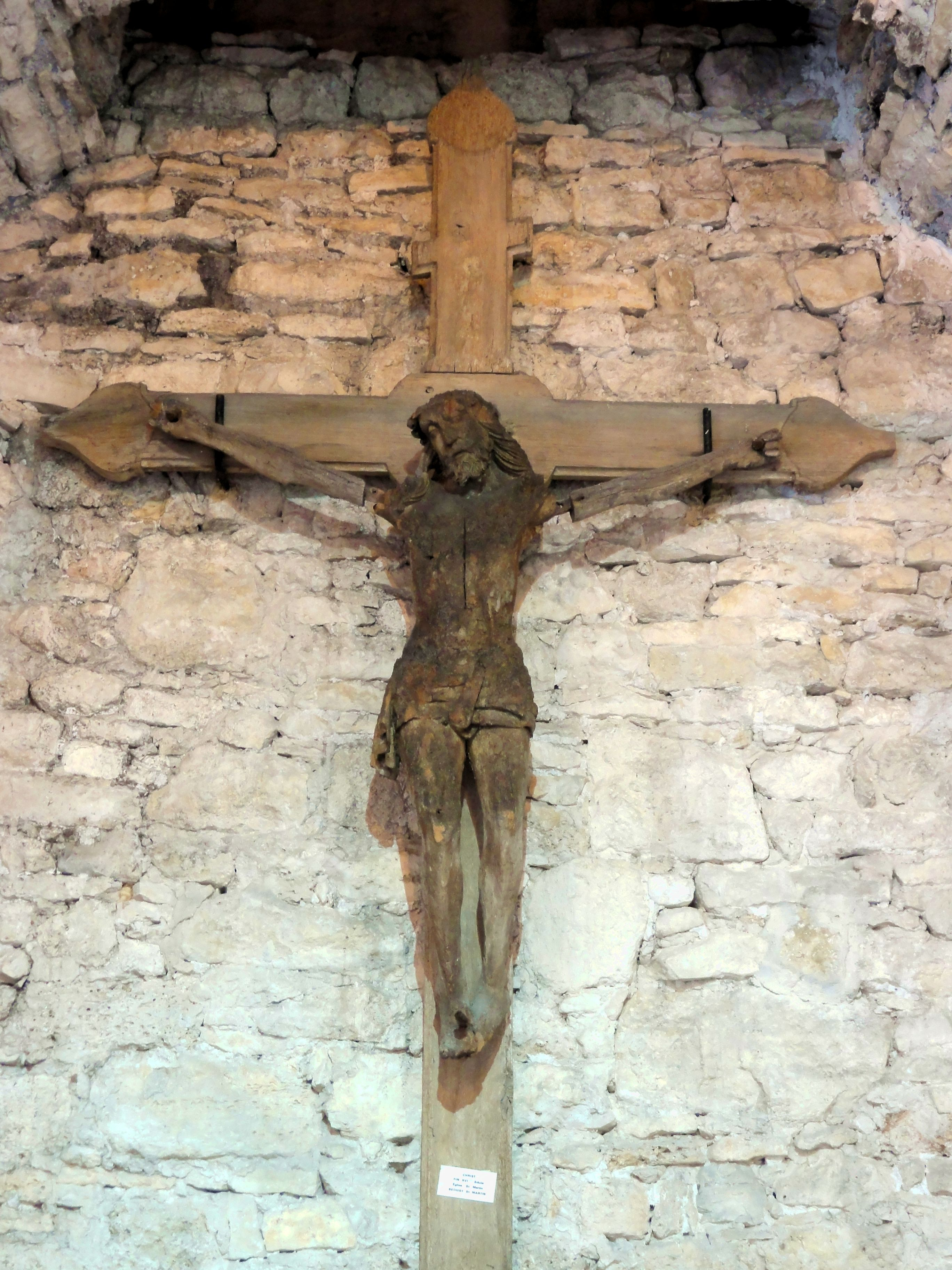
Christ en Croix.
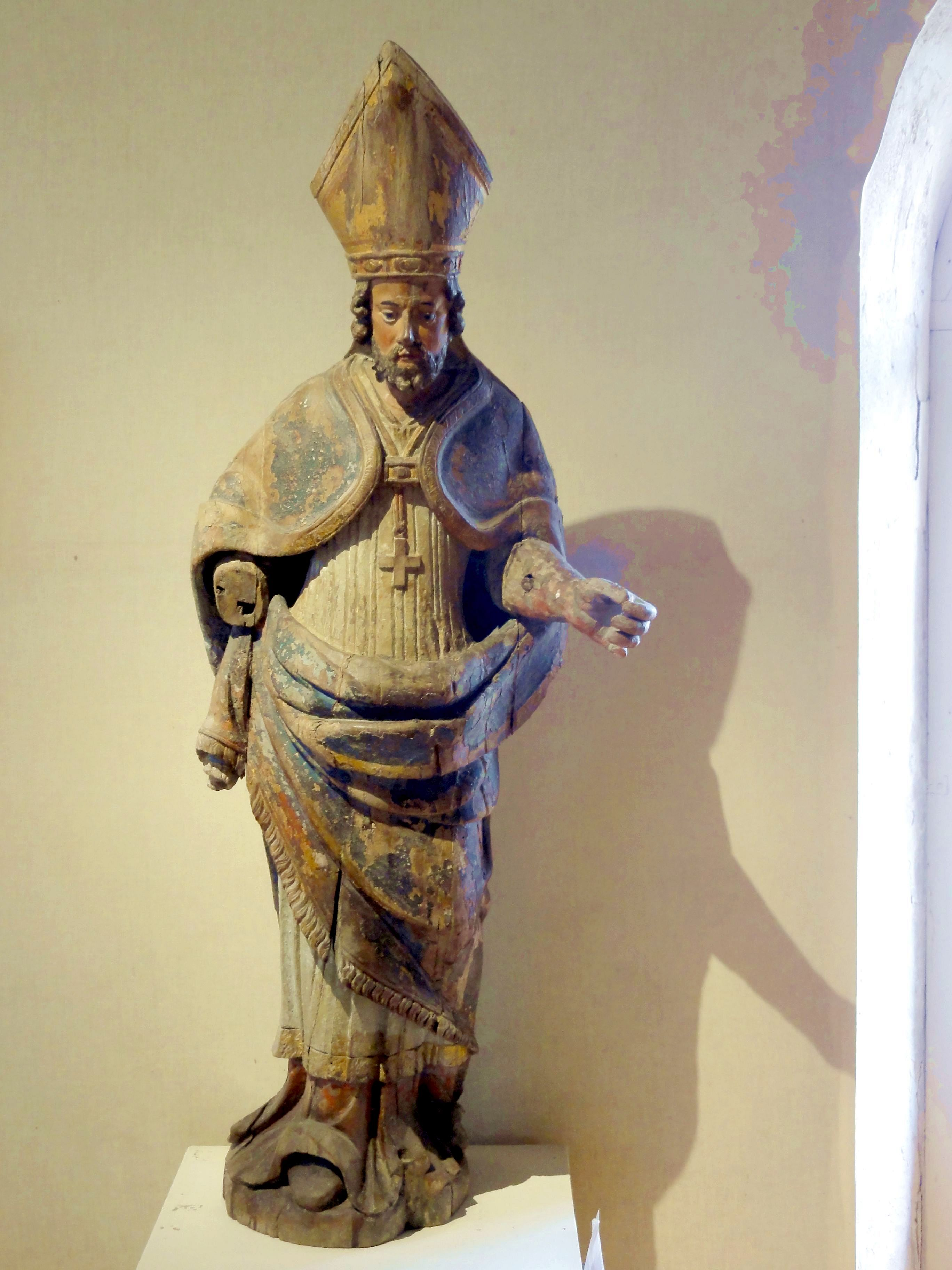
Saint évêque.
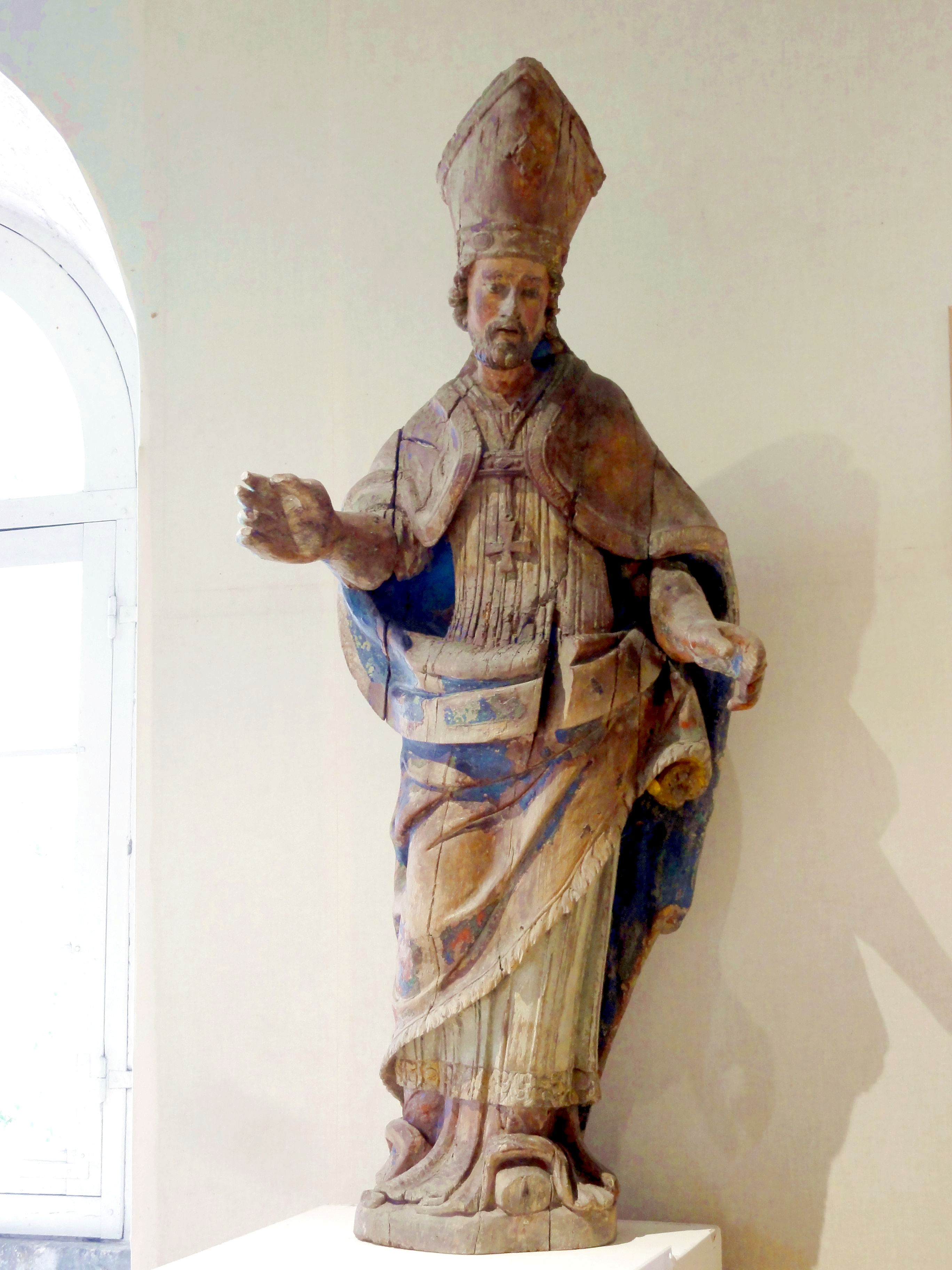
Saint évêque.